# قلعة المرجان
قلعة المرجان (بالإنجليزية: Coral Castle)‏، والمعروفة ايضاً باسم بوابة حديقة الصخرة، هي الهيكل الحجري غريب الأطوار، التي أنشأها المهندس الأمريكي إدوارد ليدسكالني خلال الفترة 1887-1951م، بمفردة وهذا السر يحير الأوساط العلمية حتى الآن. تقع القلعة في بلده تدعى هومستيد، (قرب مدينة ميامي في ولاية فلوريدا، بالولايات المتحدة، وهى تضم مجموعة غامضة وغير عادية من التماثيل والمنشآت التي تم إنشاؤها من الحجر الجيري.

## خلفية البناء

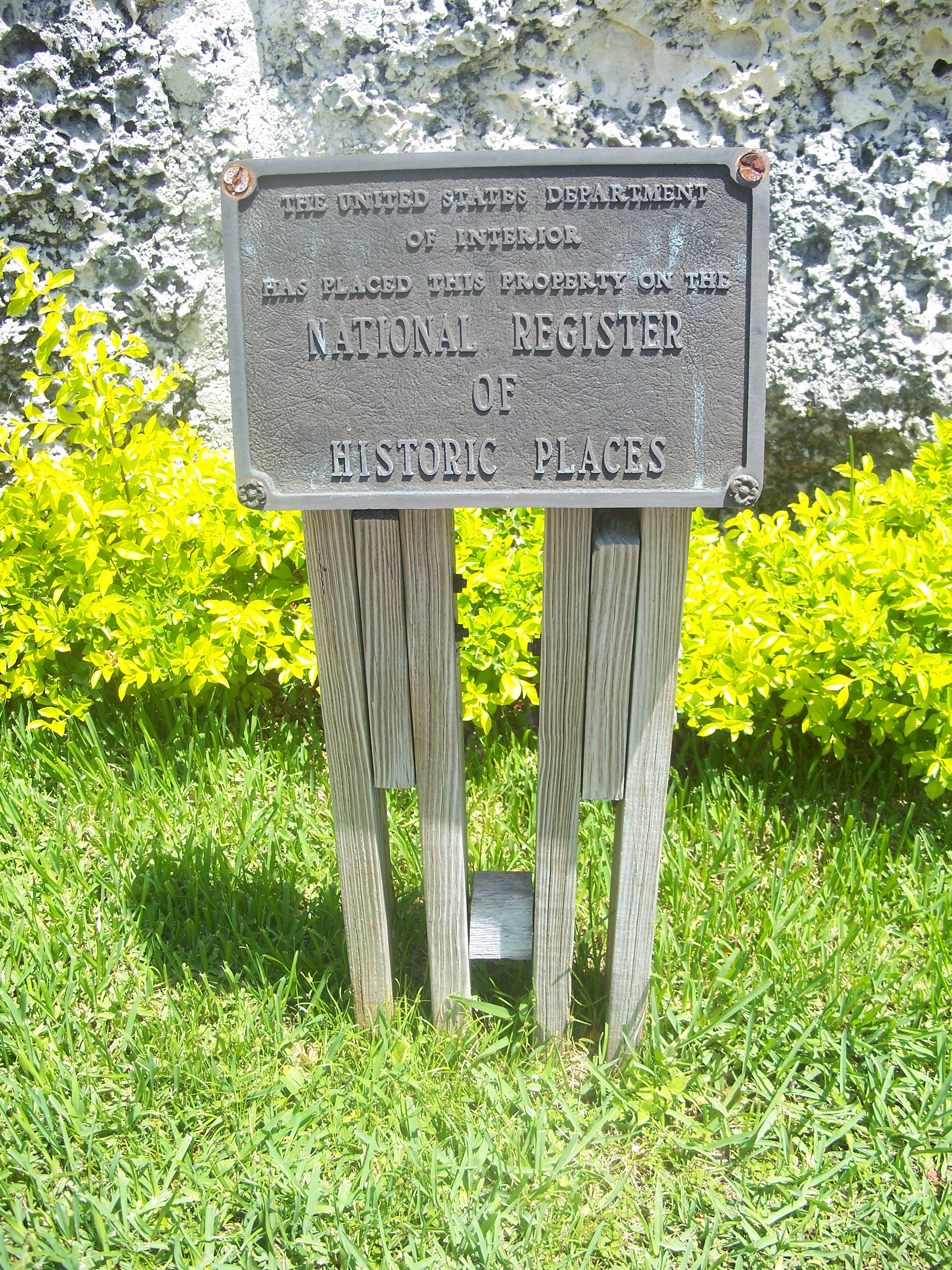
لوحة القلعة التاريخية

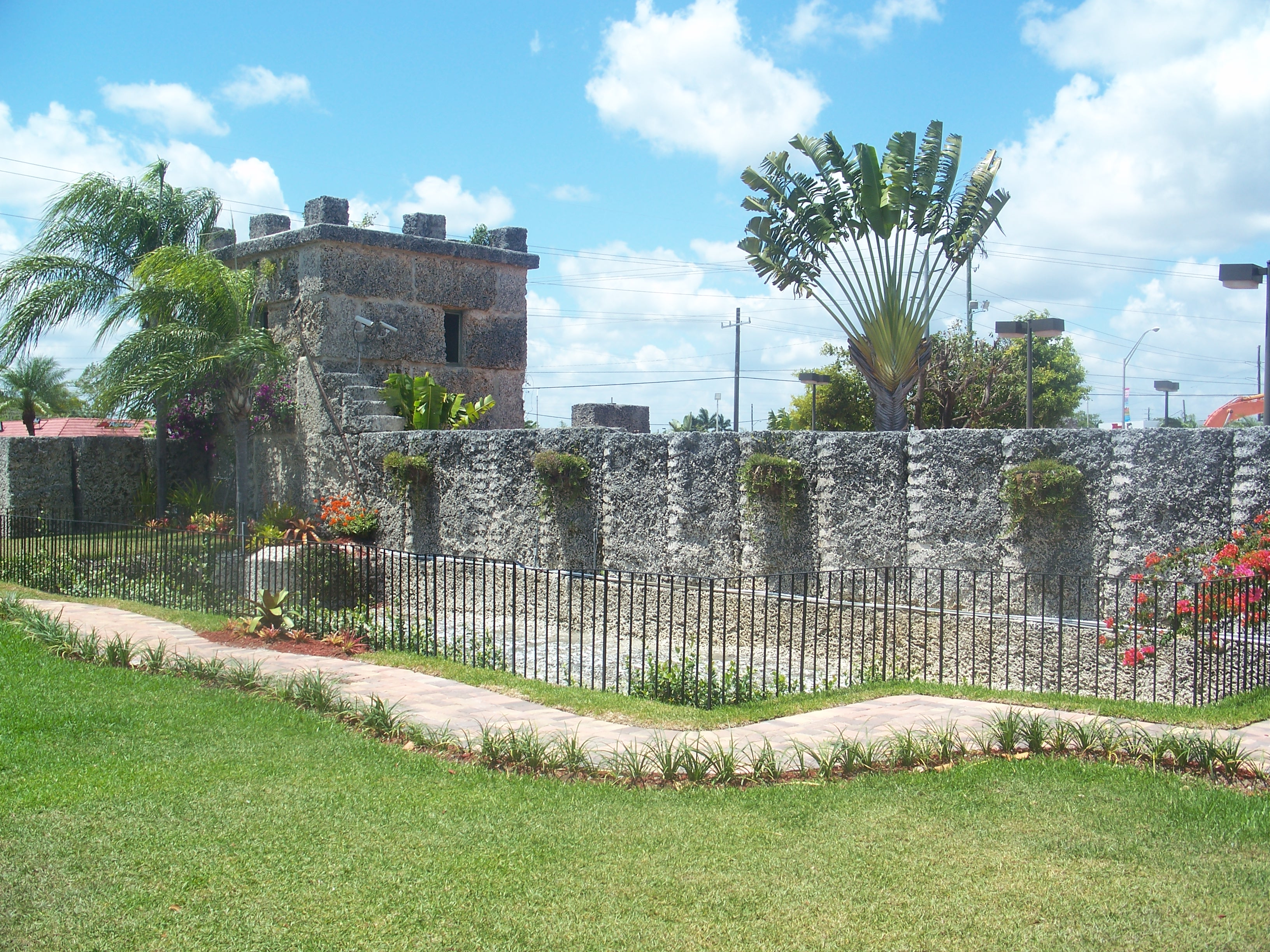
قلعة المرجان

قبل بناء قلعة المرجان، انفصل ادوارد عن خطيبته البالغة من العمر 16 عاما أغنيس يجرجر في لاتفيا، وذلك قبل يوم واحد فقط من الزفاف، فترك لاتفيا ذاهباً إلى أمريكا ، واستغرقت منه عملية البناء أكثر من عشرة أعوام عمل خلالها بعيدا عن الأنظار وخلال الليل فقط، رافضا السماح لأي شخص عرض عليه أن يعمل معه، وواصل إدوارد العمل في بناء القلعة حتى وفاته في عام 1951، باستخدام 1100 طنا من الصخور المرجانية على قطعة أرض اشتراها، وسماها بوابة حديقة الصخرة ، وحين اكتملت تفاصيل القلعة كان الناس قد لاحظوا وجودها فبدأوا يتوافدون لزيارتها.
أما كيف استطاع ليدسكالنين بناء القلعة بمفرده فمايزال الأمر سرا محيرا حتى للأوساط العلمية (وإن ادعى البعض اكتشافه لطريقة تلغي الجاذبية الأرضية وتسمح بتحريك الصخور بأقل جهد ممكن).
فعندما سُئل شخصياً كيف قام بهذا العمل البطولي أجاب ليدسكالنين بأنه فهم قوانين الوزن وقوة الرفع وقال: " لقد اكتشفت أسرار الأهرامات واكتشفت كيف أن المصريين والبناة القدماء في بيرو وآسيا بأدواتهم البدائية قاموا برفع ووضع الحجارة التي تزن العديد من الأطنان هناك فقط تلميحان قد يكون لهما علاقة بهذا الإنجاز:
- التلميح الأول: ورد في كتاب مدرسي ألفه عام 1945 جاء فيه (إن فهمنا الجديد لظاهرة المغناطيسية سيتيح لنا مستقبلاً إلغاء الجاذبية وجعل الحجارة الضخمة تطفو في الهواء).
- التلميح الآخر: فجاء في معرض حديثه مع أحد الزوار حين رد عليه مازحاً (لقد اكتشفت سر بناء الأهرامات والمعابد الحجرية القديمة).. أما تفاصيل الاكتشاف ذاته فيدعي البعض أن ليدسكالنين كتبه بطريقة مشفرة ضمن نقوش القلعة الداخلية.

وقد عكف الكثيرون على دراسة المكان لمعرفة سر التعامل مع هذه الصخور الثقيلة بهذه السهولة ولكنهم لم يصلوا إلى شيء، وأخيرا، وجد المهتمون دلالات متعددة ومتنوعة تركها إدوارد على الصخور، بعضها رسومات، وبعضها أرقام، وبتحليل هذه الدلائل توصلوا إلى أن الرجل استطاع بعلمه وفهمه المتعمق للمغناطيسية التي أحبها، أن يبطل عمل الجاذبية الأرضية مما خفف أوزان الصخور إلى الوزن الذي يمكن التعامل معه بمعدات بسيطة صممها بنفسه لإنجاز بناء القصر.

## هيكل القلعة

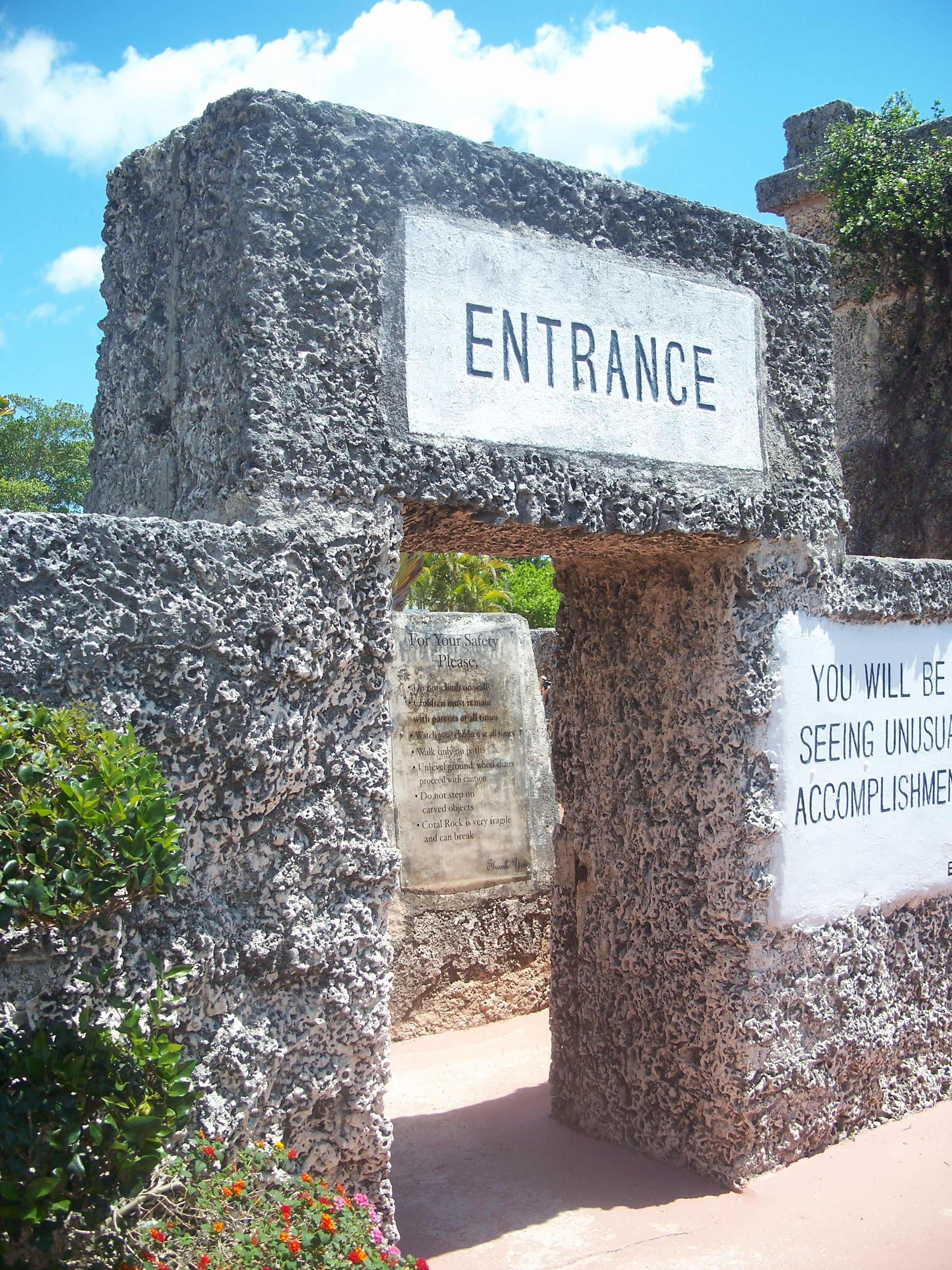
مدخل قلعة المرجان

يتألف هيكلها من العديد الحجارة الصخرية (ومعظمهم من الحجر الجيري تشكل من المرجان)، تزن كل منها عدة أطنان، ويلاحظ ان قلعة المرجان يحطها العديد من الأساطير التي تدعي أنه بناها بمفرده باستخدام المغناطيسية العكسية أو انه خارق القدرات.

## مكونات القلعة
تتكون أساس قلعة المرجان من 1,100 طن من الحجارة على شكل جدران، والمنحوتات، والأثاث وبرج القلعة، يشار إلى أنها تتكون من ال مرجان، وهي مصنوعة من صخر الأوليت كلسي، والمعروف أيضا باسم صخري من الحجر الجيري، صخر الأوليت كلسي هو الصخور الرسوبية التي تتألف من الحبوب الكروية الصغيرة من الطبقات بتكثف الكربونات التي قد تشمل تركيزات من الأحفوري للشعاب المرجانية، وجدت في جميع أنحاء جنوب شرق فلوريدا الأوليت صخر كلسي من مقاطعة بالم بيتش في فلوريدا كيز، كثيرا ما وجدت تحت صخر الأوليت كلسي فقط عدة بوصات من التربة السطحية، مثل قلعة المرجان.

## بناء القلعة

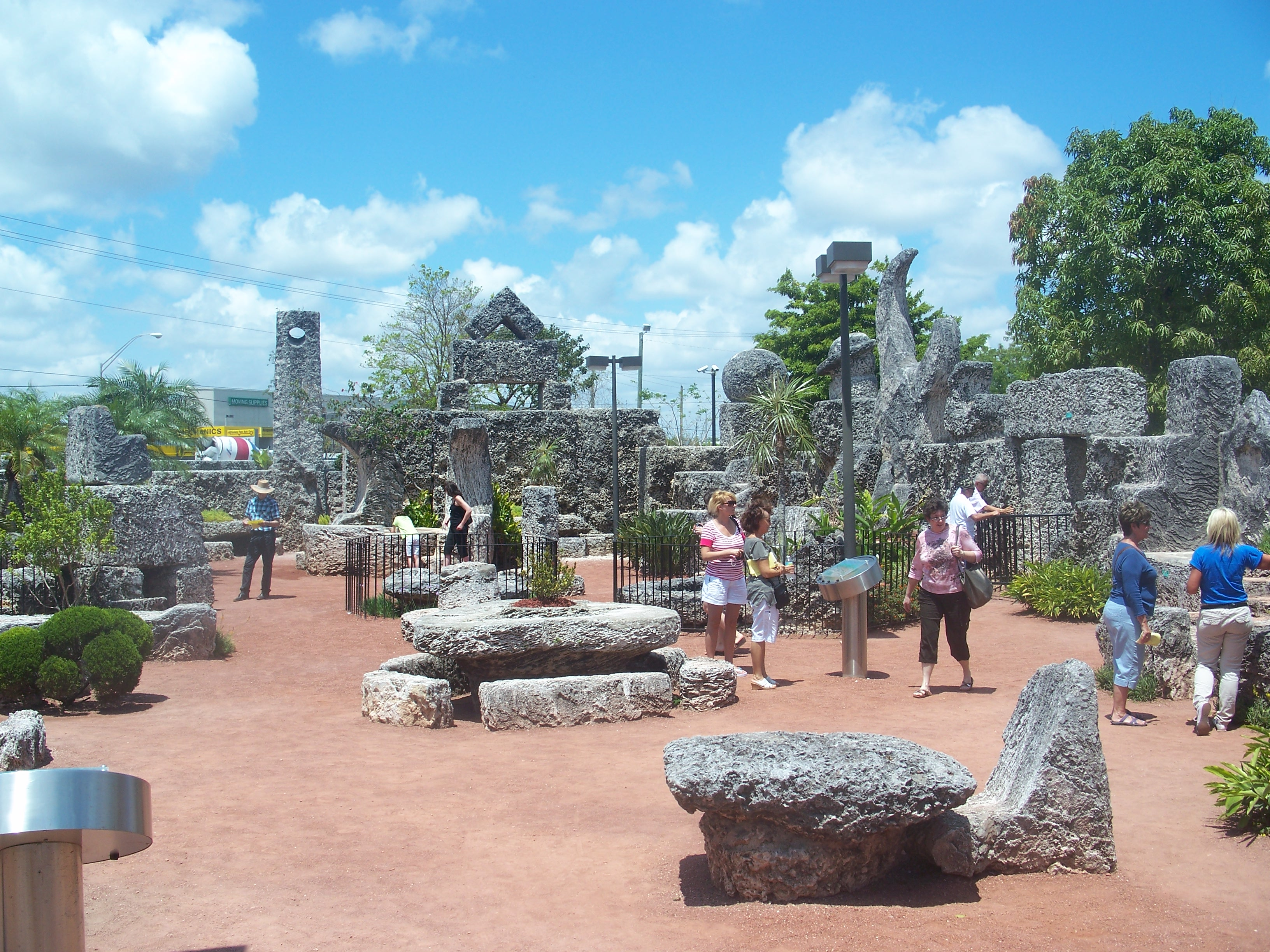
ساحة قلعة المرجان

ماتزال قلعة المرجان تثير حيرة علماء الفيزياء وخبراء المعمار كونها بنيت من قبل (رجل واحد قزم) رغم تضمنها مكعبات حجرية تماثل حجارة الأهرامات الضخمة وعوارض يتجاوز وزنها الثلاثين طنا.. ومنذ اكتمالها أطلق عليها الناس «قلعة المرجان» كونها بنيت عام 1920 من الحجارة المرجانية الصلبة.
تم تثبيت الحجارة معا، تم تعيينها على رأس كل منهما الآخر باستخدام ثقلها لإبقائها معا، التفاصيل الحرفية ماهره، وترتبط الحجارة مع مثل هذه الدقة التي تمرر أي ضوء من خلال المفاصل، 8 أقدام (2.4 متر) طول عمودي الحجارة التي تشكل الجدار المحيط ولديهم ارتفاع موحد، وحتى مع مرور الزمن وضربة مباشرة في 24 أغسطس 1992 من قبل الفئة 5 إعصار أندرو، لم تحول الحجارة

## مميزات القلعة

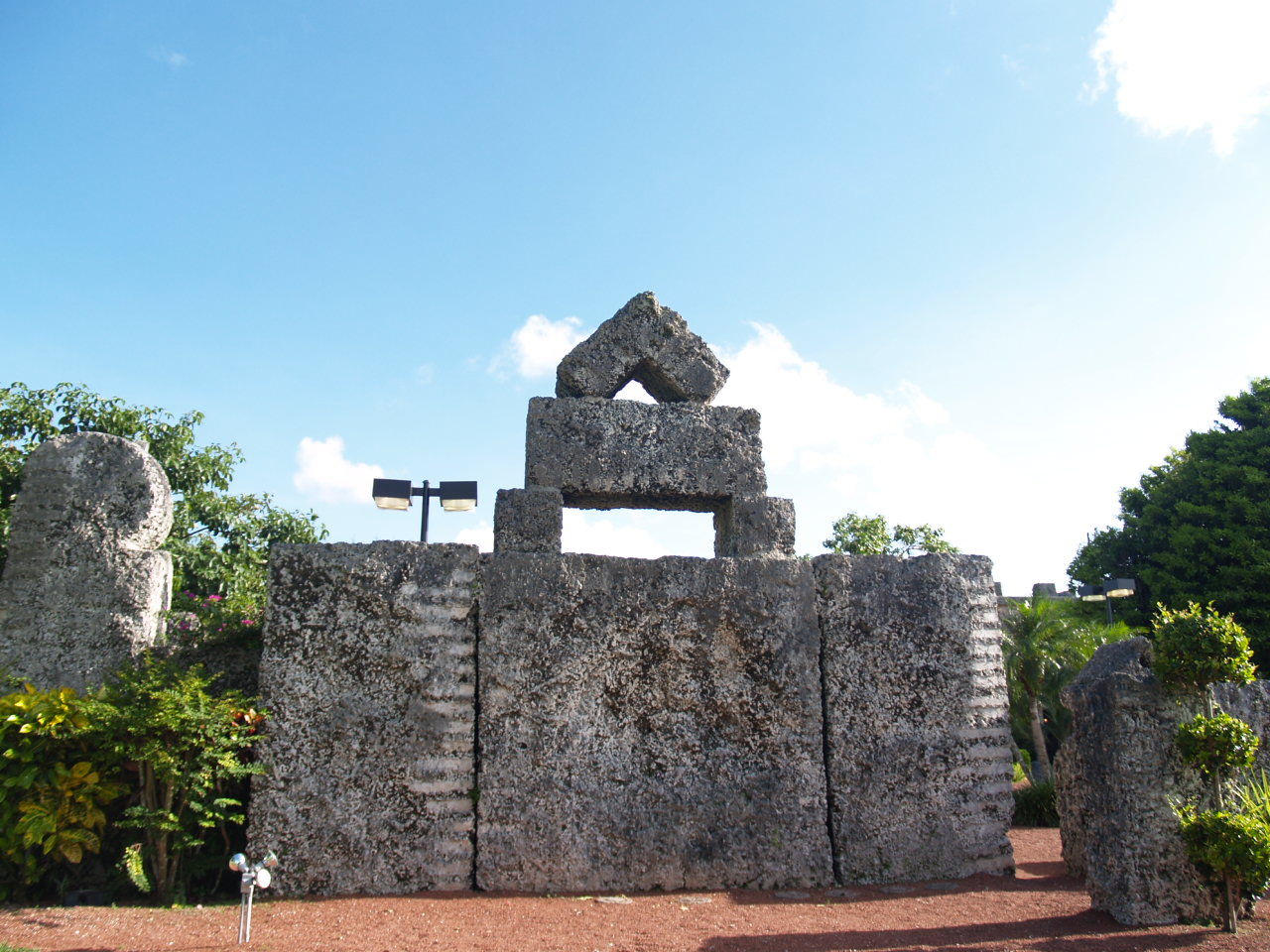
قلعة المرجان

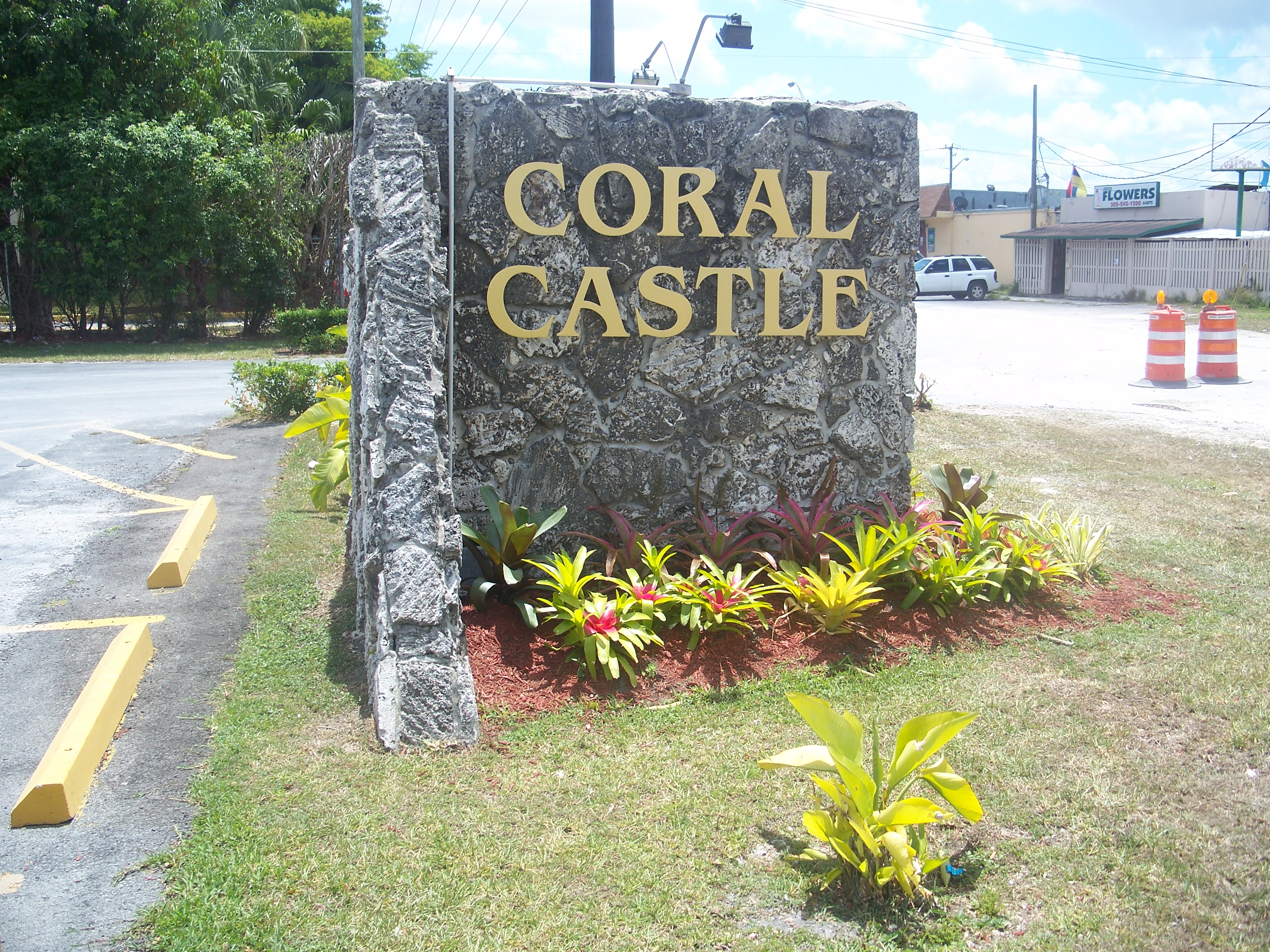
لوحة قلعة المرجان

تملك قلعة المرجان العديد من الميزات والمنحوتات في القلعة جديرة بالملاحظة. فيما بينها هي برج القلعة من طابقين (الجدران تتألف من 8 أقدام قطعة كبيرة من الحجر)، وهي تحتوي على تلسكوب بولاريس، المسلة، الشواء، ومياه الآبار، ونافورة، النجوم والكواكب السماوية، والعديد من قطع الأثاث، تشمل قطع الأثاث جدول على شكل قلب، وطاولة على شكل فلوريدا، خمسة وعشرين كرسي هزاز، والكراسي تشبه أقمار الهلال، حوض استحمام، سرير والعرش، مع استثناءات قليلة، الكائنات مصنوعة من قطعة واحدة من الحجر الذي يزن في المتوسط 15 طنا لكل منهما، أكبر حجر يزن 30 طنا وأطول نوعان من الكتل واقفا 25 قدم (7.6 متر) لكل منهما.
وكان الزوار في ذلك الوقت يدهشون أكثر لا لتفاصيل المبنى بل لكيفية بنائه من قبل شخص واحد. فأصغر الحجارة في القلعة تزن أربعة أطنان يوجد بعضها على ارتفاع شاهق. كما توجد عوارض حجرية مصنوعة من كتلة واحدة تزن 30 طنا موضوعة أفقيا فوق المداخل الرئيسية ناهيك عن «كرسي هزاز» يزن ثلاثة أطنان ومكاتب حجرية منحوتة من كتلة حجرية واحدة.

### باب القلعة

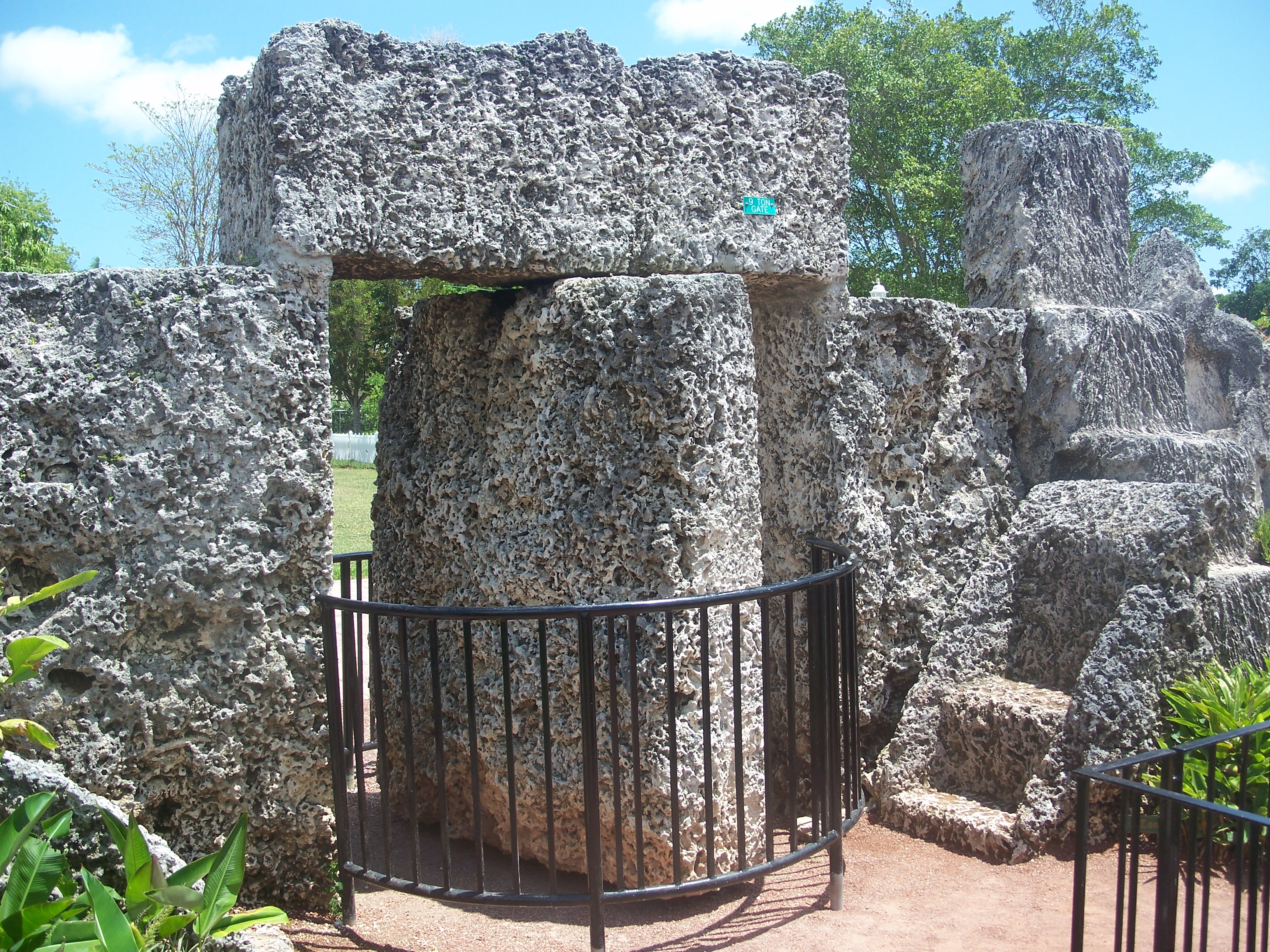
باب القلعة

باب التسعة طن - باب القلعة الرئيسي- فأعجوبة قائمة بحد ذاتها؛ فإطار الباب عبارة عن تجويف صخري يتجاوز عمقه المترين وطوله الستة أمتار. ويضم هذا التجويف باب القلعة الذي يزن تسعة اطنان ويدخل فيه بدقة مدهشة لا تترك على الجانبين غير خمسة مليمترات.. والعجيب أن ضخامة الأجزاء المتحركة في القلعة لا تمنع تحركها بخفة وسهولة؛ فالباب الرئيسي مثلا يمكن لطفل في الخامسة فتحه وإغلاقه، أما الكرسي الحجري (الهزاز) فيمكن تحريكه بدفعة اصبع وإيقافه براحة اليد.
وفي عام 1986م توقف الباب عن الفتح.. فجُلب فريق من المهندسين للاستشارة، فأزال الباب 6 رجال واستعملوا 50 طن رافعة، وعندما أُزيل الباب اكتشفوا بأن إد مركز ووازن هذه الصخرة بواسطة شاحنة قديمة وحفر فتحة مستديرة من أعلى الباب إلى أسفله طول 8 أقدام بدون أدوات كهربائية.. وبعدها قاموا بوضع عمود وأعادوا إلصاق الحجارة وأعادوا الباب إلى مكانه، أيضا هناك مسألة النقوش التي أبدع ليدسكالنين في تنفيذها. فجدارن القلعة واطارات الأبواب والنوافذ لا تخلو من نقوش غائرة اقتبست من الكتابات الهيروغليفية والمسمارية القديمة. وفي غرفة الطعام الرئيسية توجد طاولة حجرية ضخمة (بشكل قلب) نقشت قوائمها بطريقة معقده ودقيقة!

### نافورة القمر

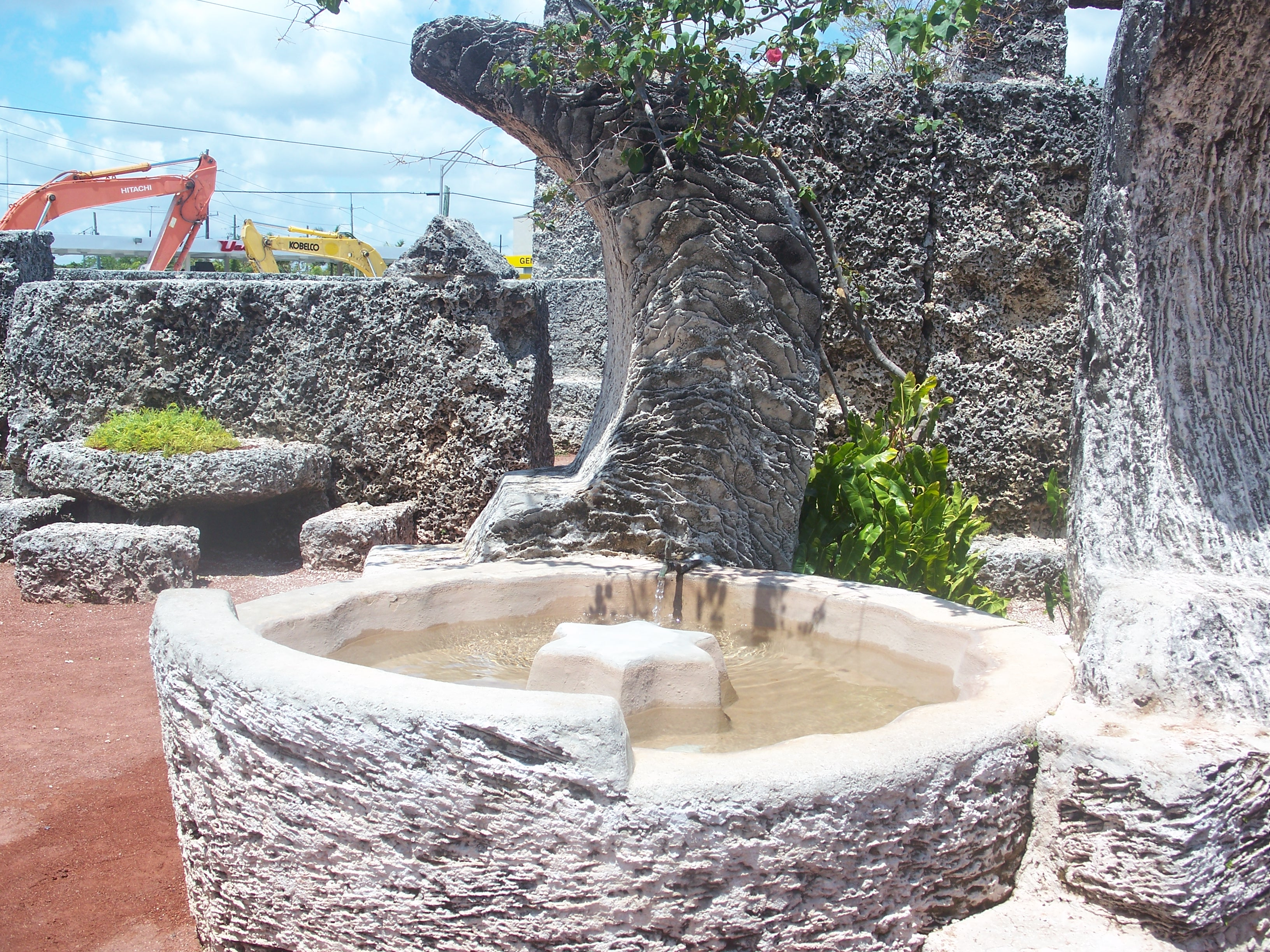
نافورة

نافورة القمر مقسمة إلى 3 قطع من المرجان.. القطعة التي على اليسار تمثل الربع الأول من القمر والقطعة التي على اليمين تمثل الربع الأخير من القمر وكلاهما تزن 18 طناً.. والقطعة الوسطى من المرجان وهي النافورة تمثل البدر وتزن 23 طناً. واستعمل إد هذه النافورة كبركة للأسماك.. وكان المرجان مثقب جداً مما جعل إد يغطيه بالإسمنت، وقد ملأها بواسطة مضخة قديمة.

### منظار النجم القطبي

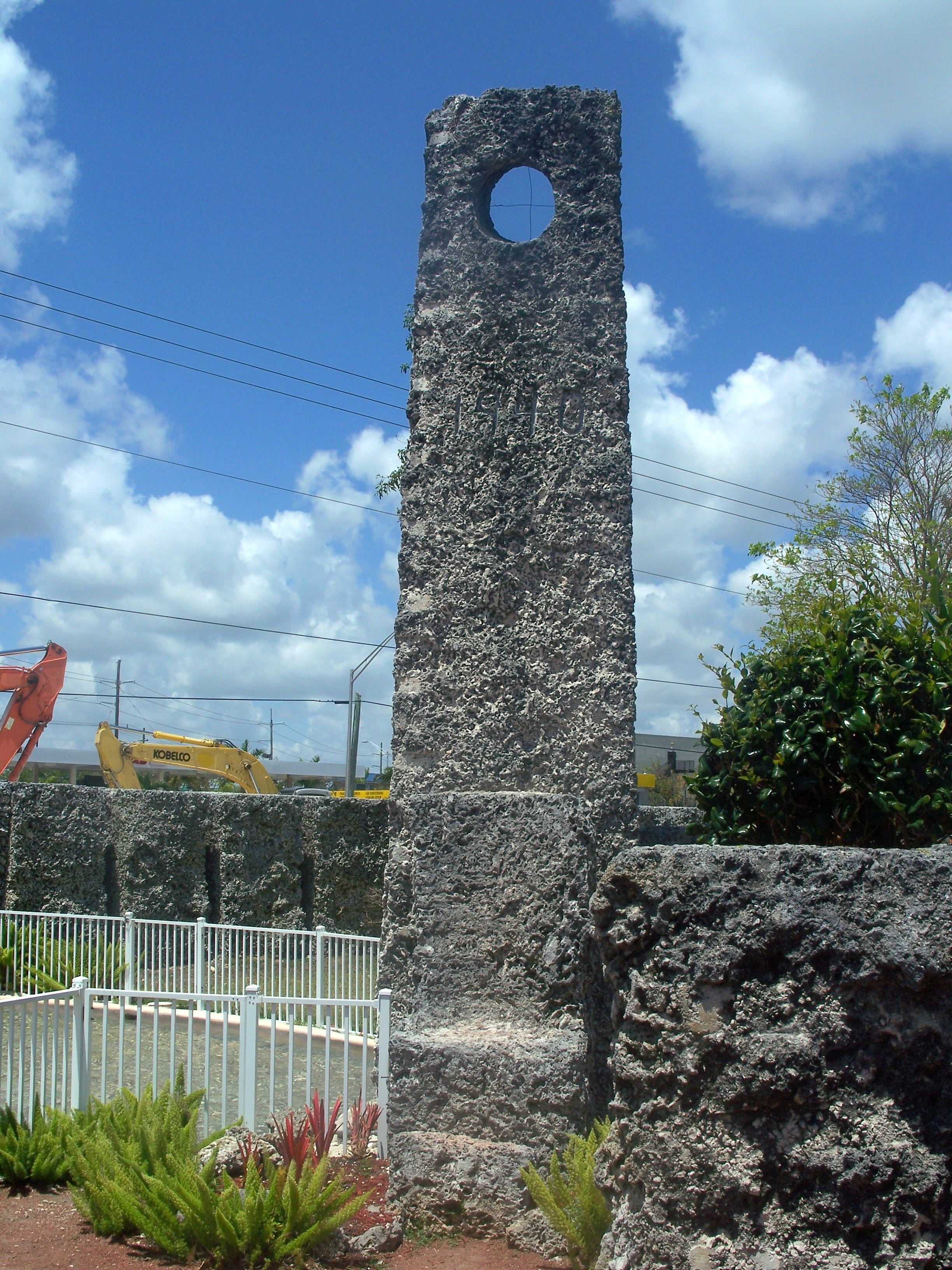
منظار النجم القطبي

وهو منظار صخري يشير دائماً إلى النجم القطبي وارتفاع المنظار 25 قدم ويزن 30 طناً تقريباً، وقد ساعد إد في رسم مسار الأرض حول الشمس ومكَّنه من تصميم وبناء الساعة الشمسية الدقيقة.

### منضدة فلوريدا
منضدة فلوريدا هي واحدة أخرى من مناضد إد المشهورة، ويبلغ طولها 20 قدماً محاطة بـ 10 كراسي.

### الكرسي الهزاز

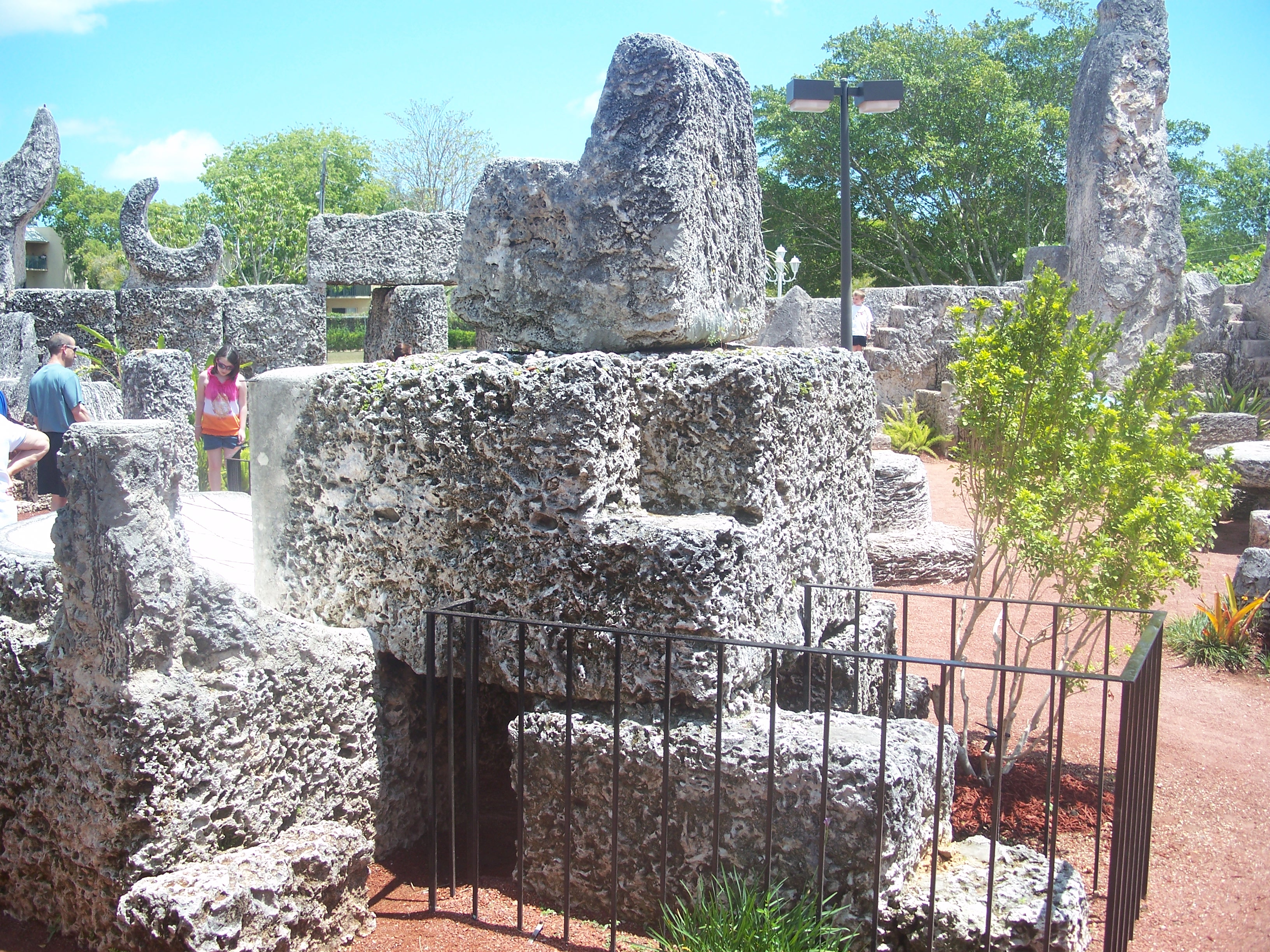
الكرسي الهزاز في قلعة المرجان

لقد بنى إد الكرسي الهزاز المرجاني الأول على قمة صخرة مرجانية حتى يكون بارزاً لأنه كان فخوراً بصناعته وهذا الكرسي يزن طناً واحداً.

### منضدة الحب
إن سلوك إد الرومانسي أُثبت في إقامة احتفال لمنضدة الحب.. وهذه المنضدة تأخذ شكل القلب تماماً وتزن 5 آلاف باوند. وحتى أن إد كان عملياً جداً حتى في ما يتعلق بالرومانسية فقرر بأنه سيكون من الصعب وضع زهور طبيعية على المنضدة فكان حلُّه بأن يزرع نبات الكث.

### الساعة الشمسية

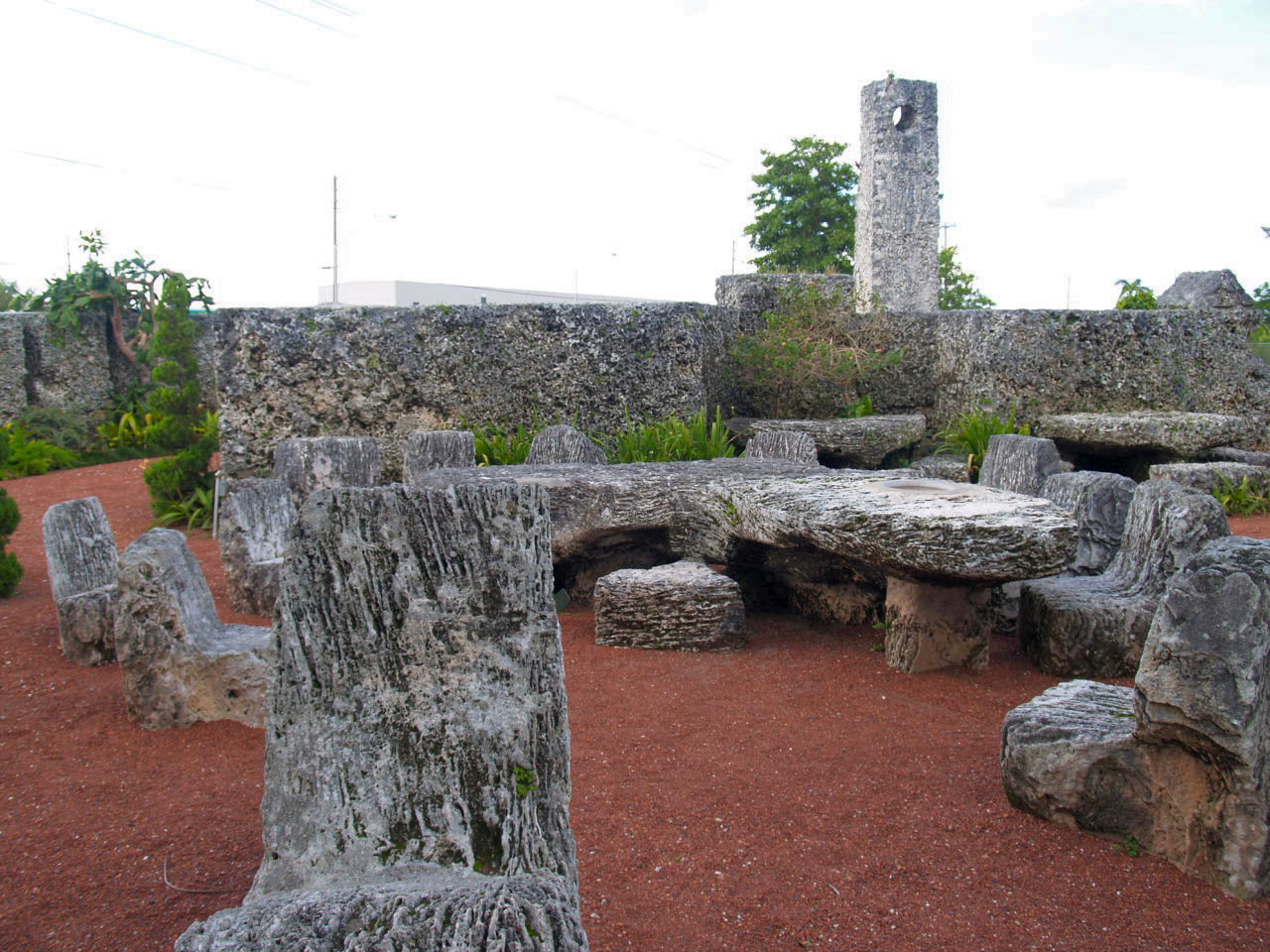
مكان للجلوس داخل القلعة

اخترع إد ساعته الشمسية لتسجيل الساعات بين 9 صباحاً و4 مساءً واعتقد بأنه هو الوقت الذي يجب أن يعمل الرجل فيه.

### قدر الضغط
بنى إد مكان للشواء ضمن حيطان قلعته وقد كان الزوار والأطفال الذين يقومون برحلة مدرسية يأتون إلى هذا المكان لتحميص النقانق على طباخه.. وتحت الطباخ وضع إد نار في الحفرة، وهناك فتحة في السقف تسمح بخروج الدخان، وعند إضافة الطعام في القدر فإنه يُغلق نفسه ويعمل كقدر ضغط.

### المسلة العظيمة

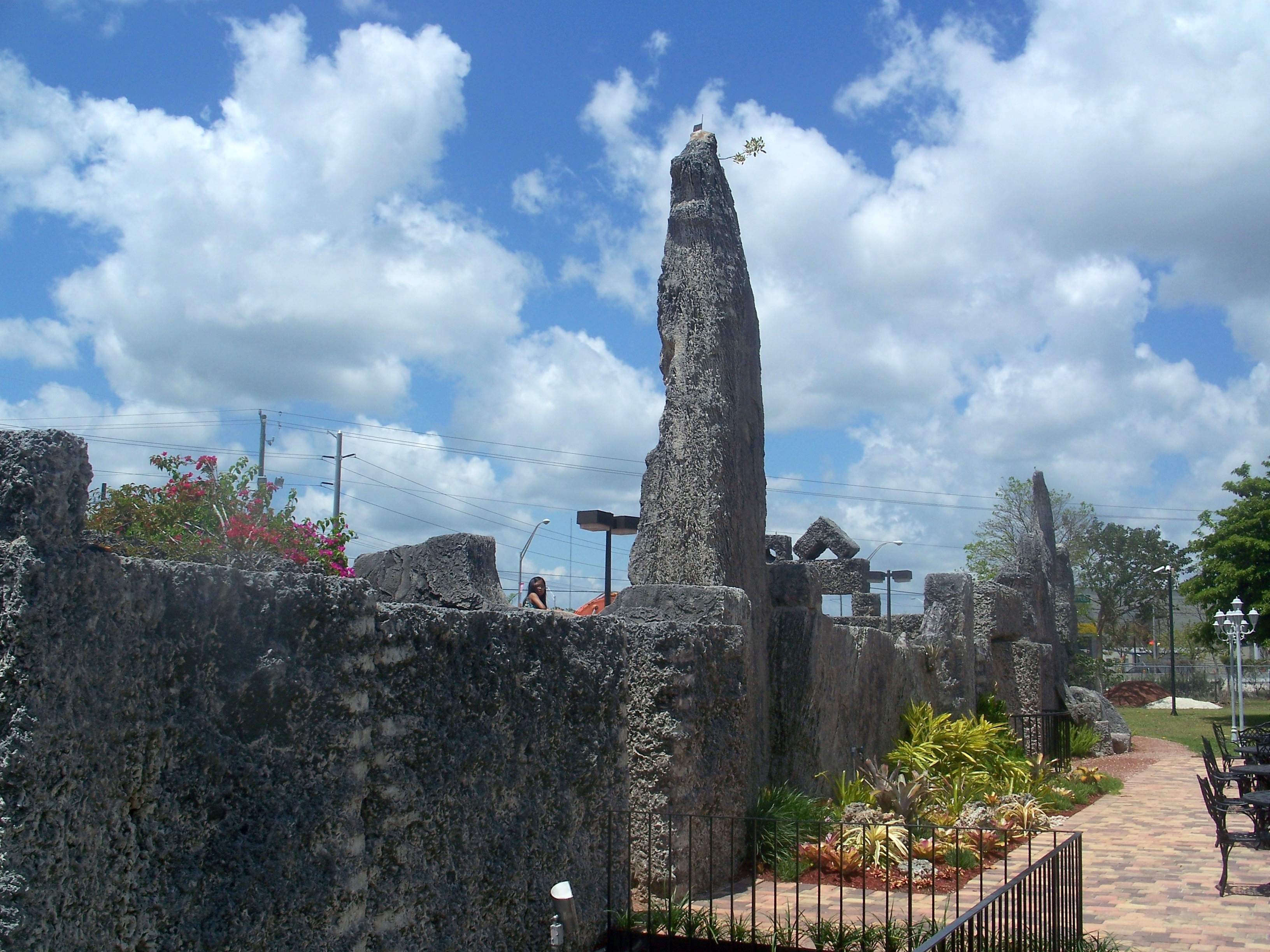
المسلة العظيمة

المسلة العظيمة إنجاز مدهش لإد، هذه المسلة يبلغ ارتفاعها أكثر من 25 قدم وتَزن أكثر من 28 طن، ونقش عليه سنة إكمال المسلة والسنة التي انتقل بها وسنة ميلاده واسم بلاده.. والفتحة التي تقع في القمة تمثل شكل النجم اللاتفي.

### غرفة الأدوات

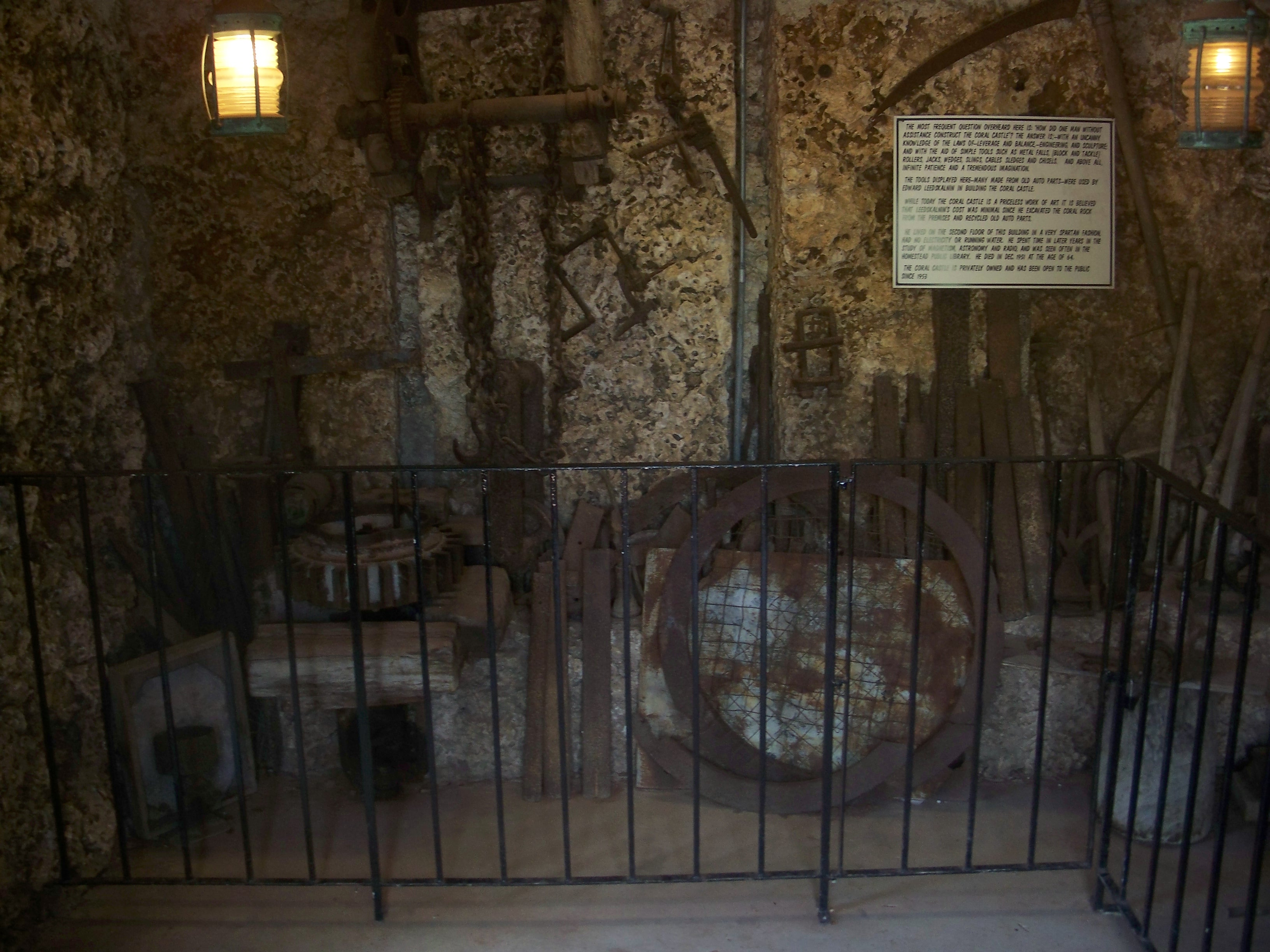
غرفة الأدوات داخل القلعة

غرفةُ الأدوات. هي غرفة فيها بعض الأدوات والمعدات والاختراعات الخاصة بالبناء التي استخدمها إد في عمارة قلعة المرجان.

### الحاملات الثلاثية
الحاملات الثلاثية هي حاملات مصنوعة من الخشب حمل بها إد الصخور واستعملها للبناء في رفع الصخور متعددة الطَن. ولكن في الحقيقة لا أحد يعلم كيف أنجز هذا العمل لأنه كان وحيداً تماماً.

## مكان تاريخي
بعد موت إدوارد ليداسكالنين عام 1951، أخذ قلعة المرجان ابن أخيه، واخذها أكثر من مالك وتغير اسمها من بوابة حديقة الصخرة إلى قلعة المرجان، وفي عام 1984، أضيفت ضمن السجل الوطني للأماكن التاريخية في امريكا، وتستقبل القلعة في مدينة هومستيد في فلوريدا زوارها طيلة أيام الاسبوع.

## معرض الصور

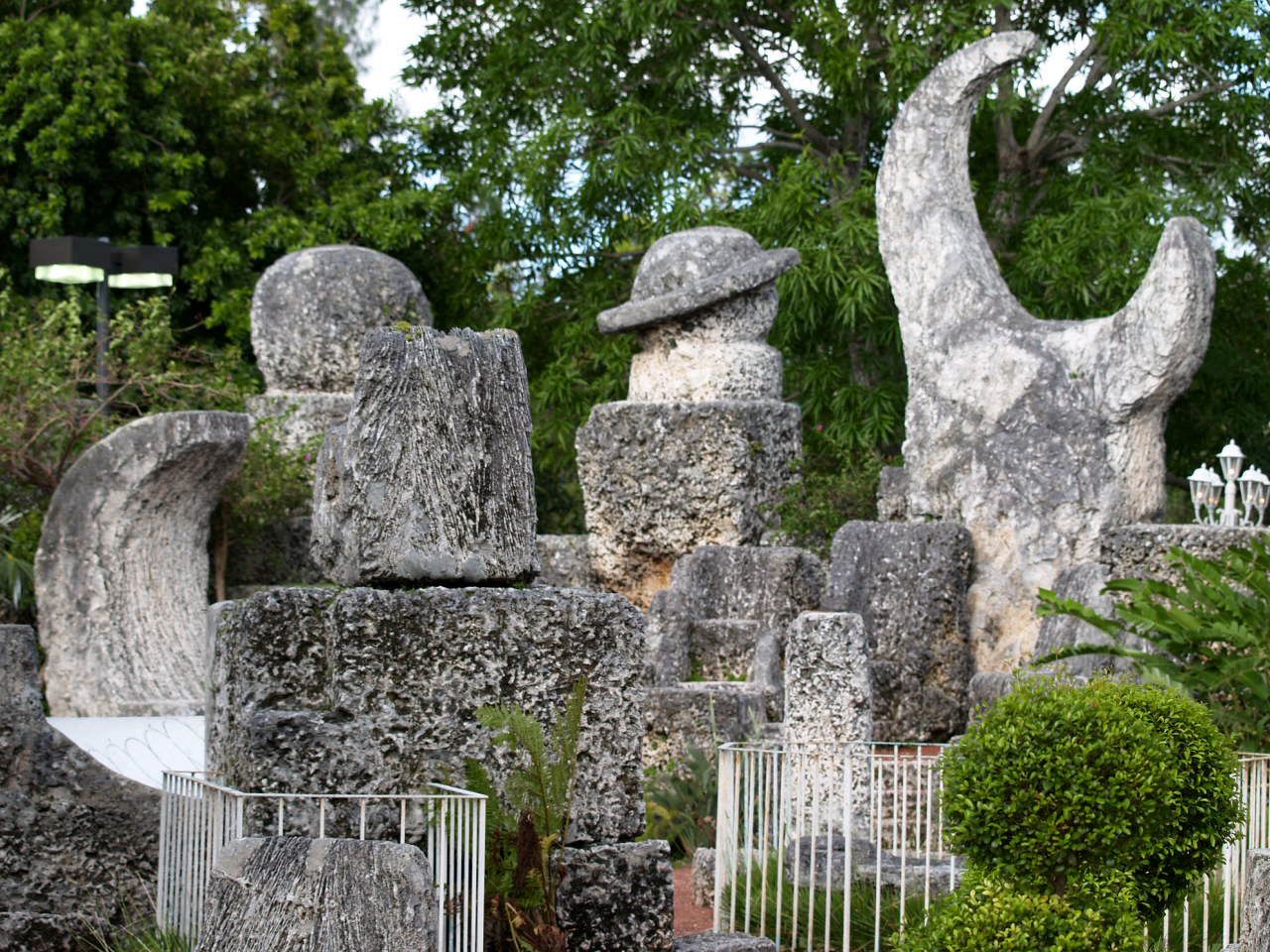
نجوم قلعة المرجان
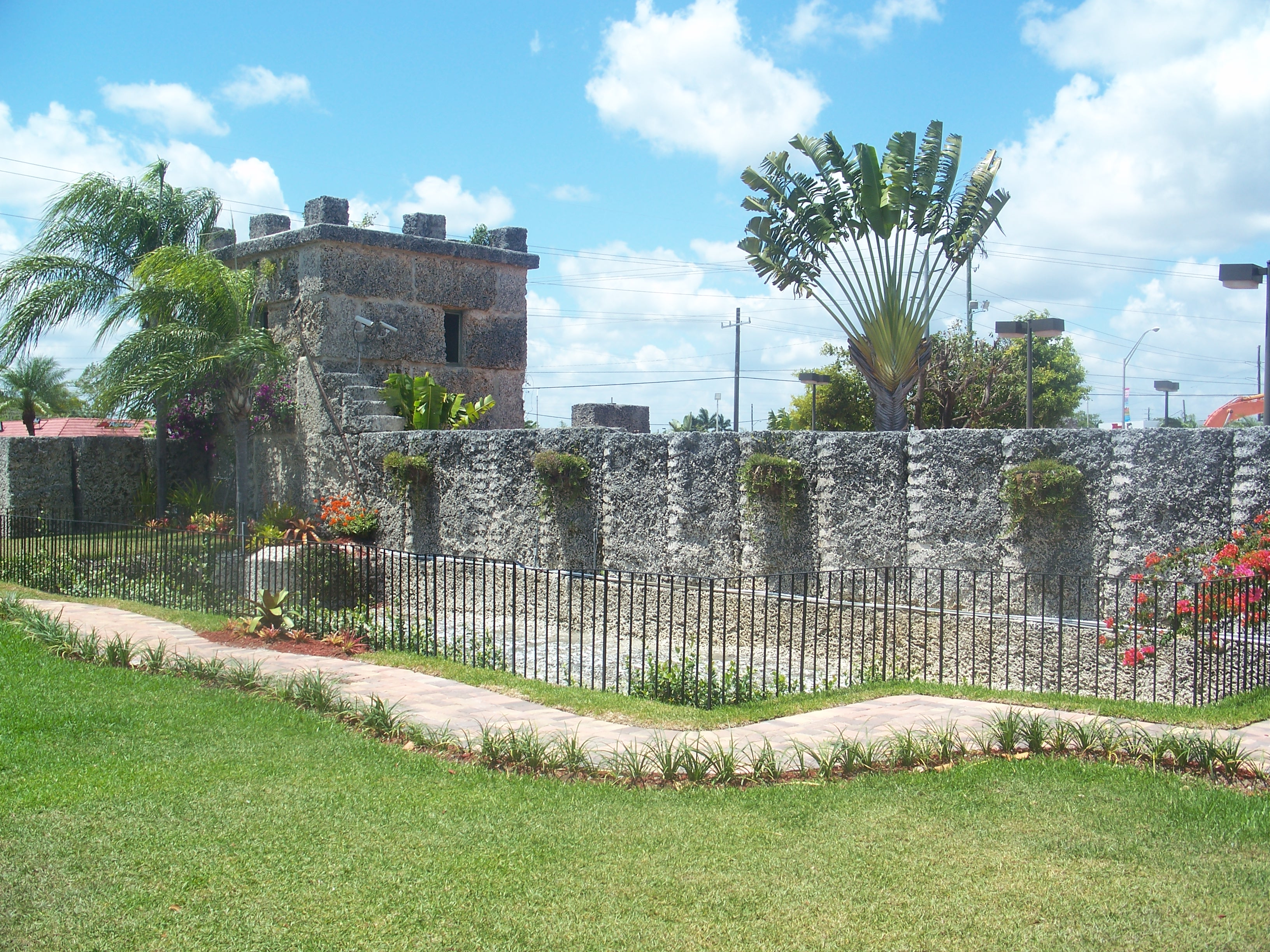
قلعة المرجان
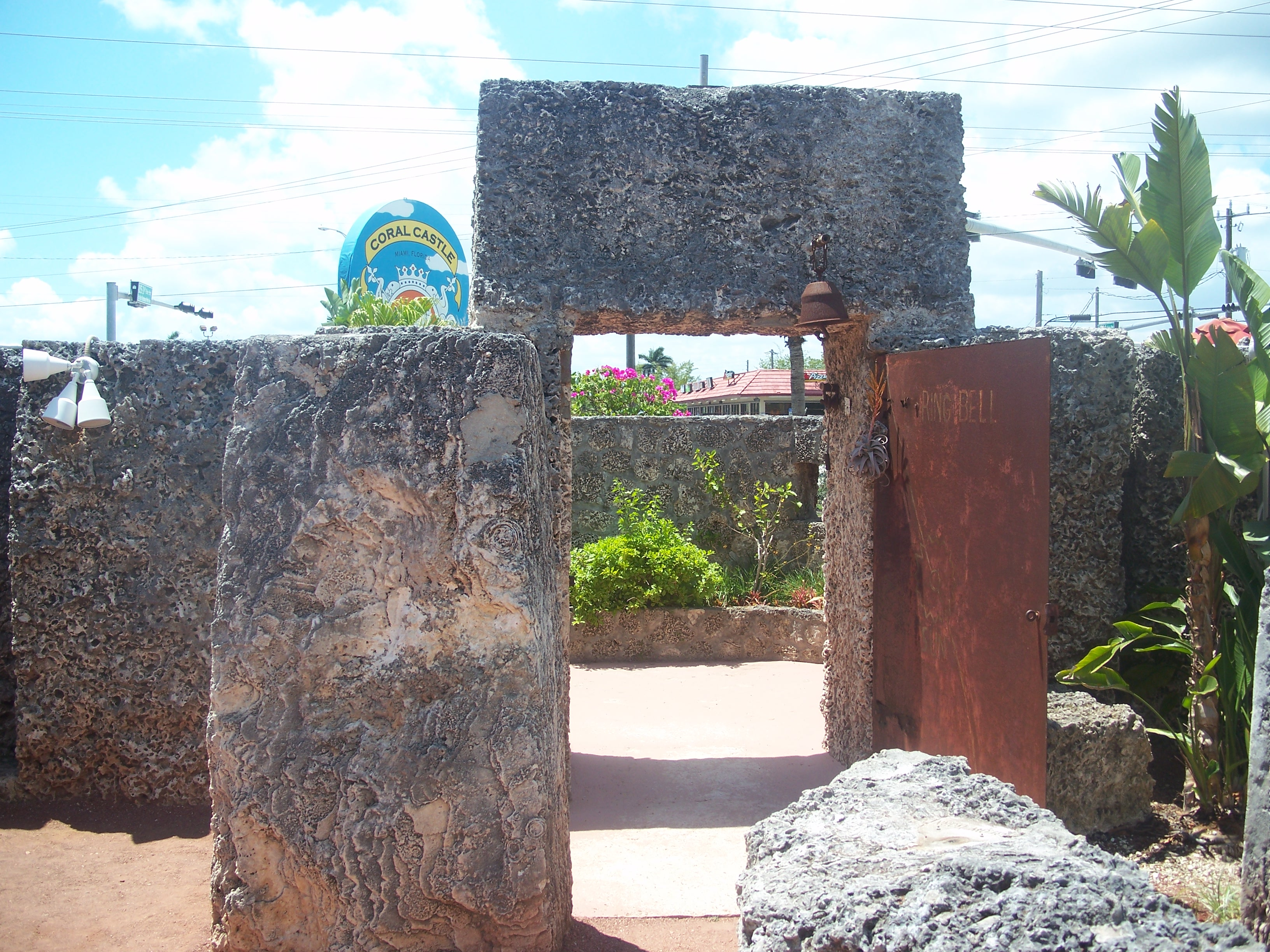
مدخل القلعة
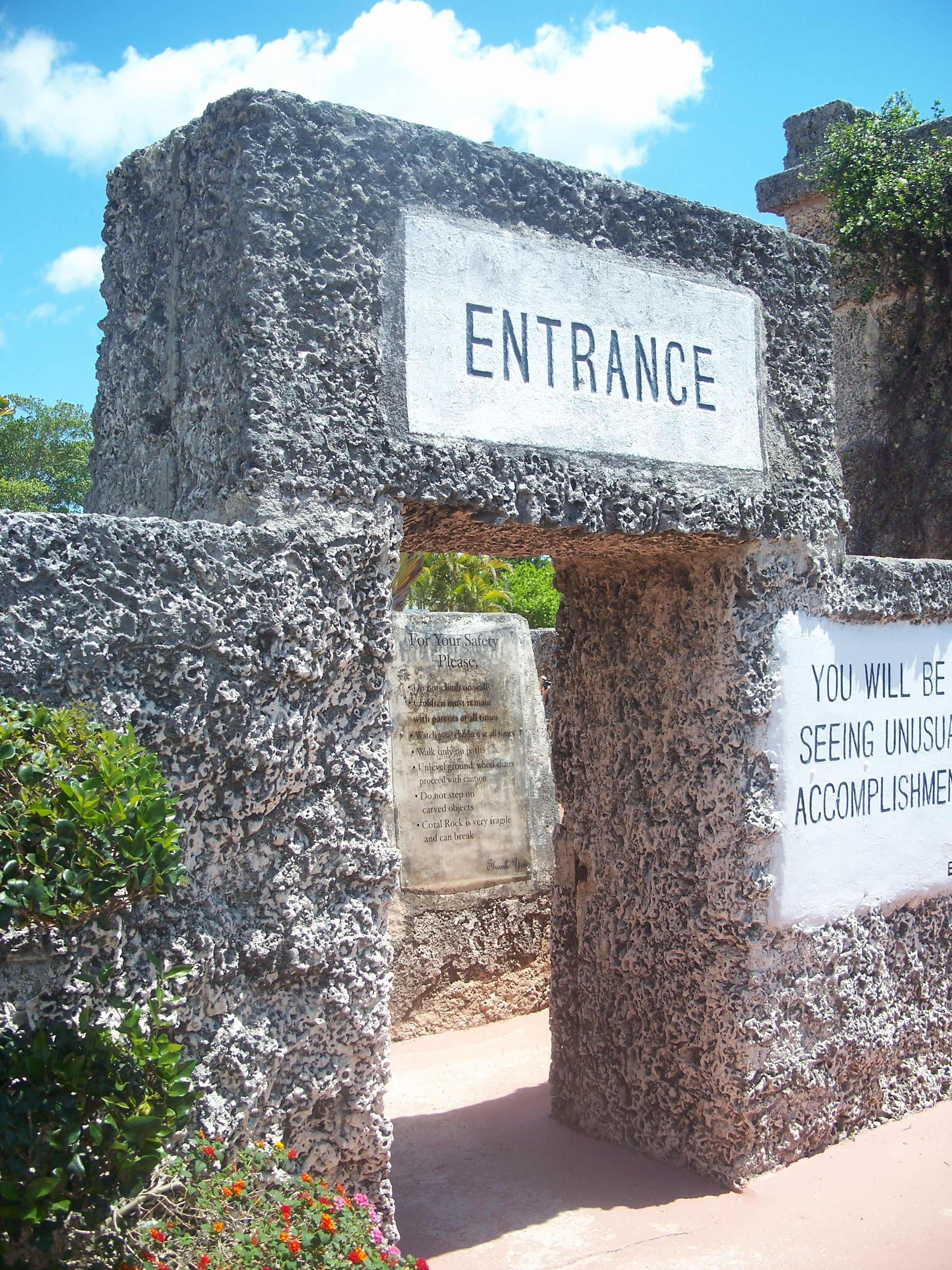
مدخل قلعة المرجان
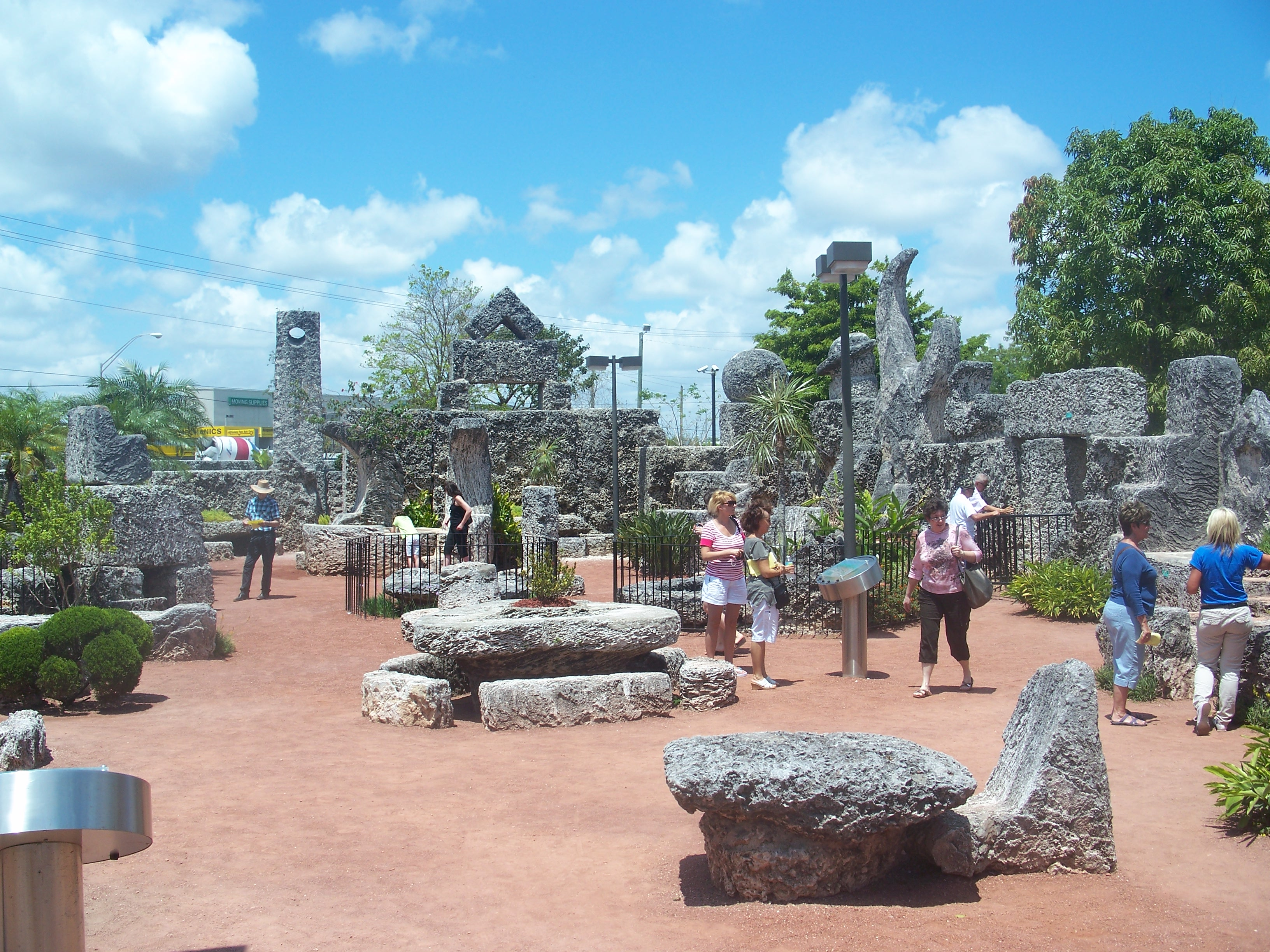
ساحة قلعة المرجان
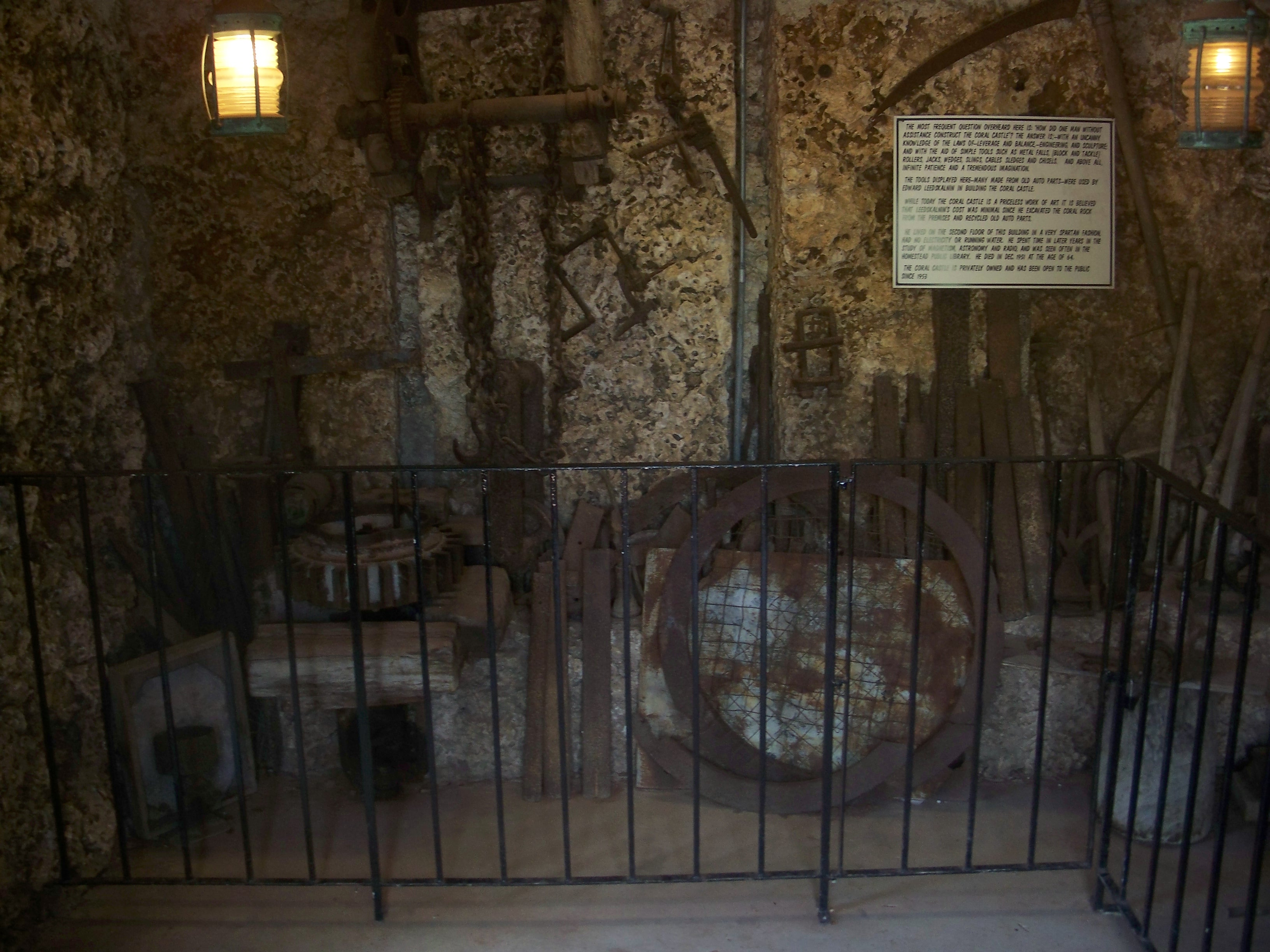
القلعة من الداخل
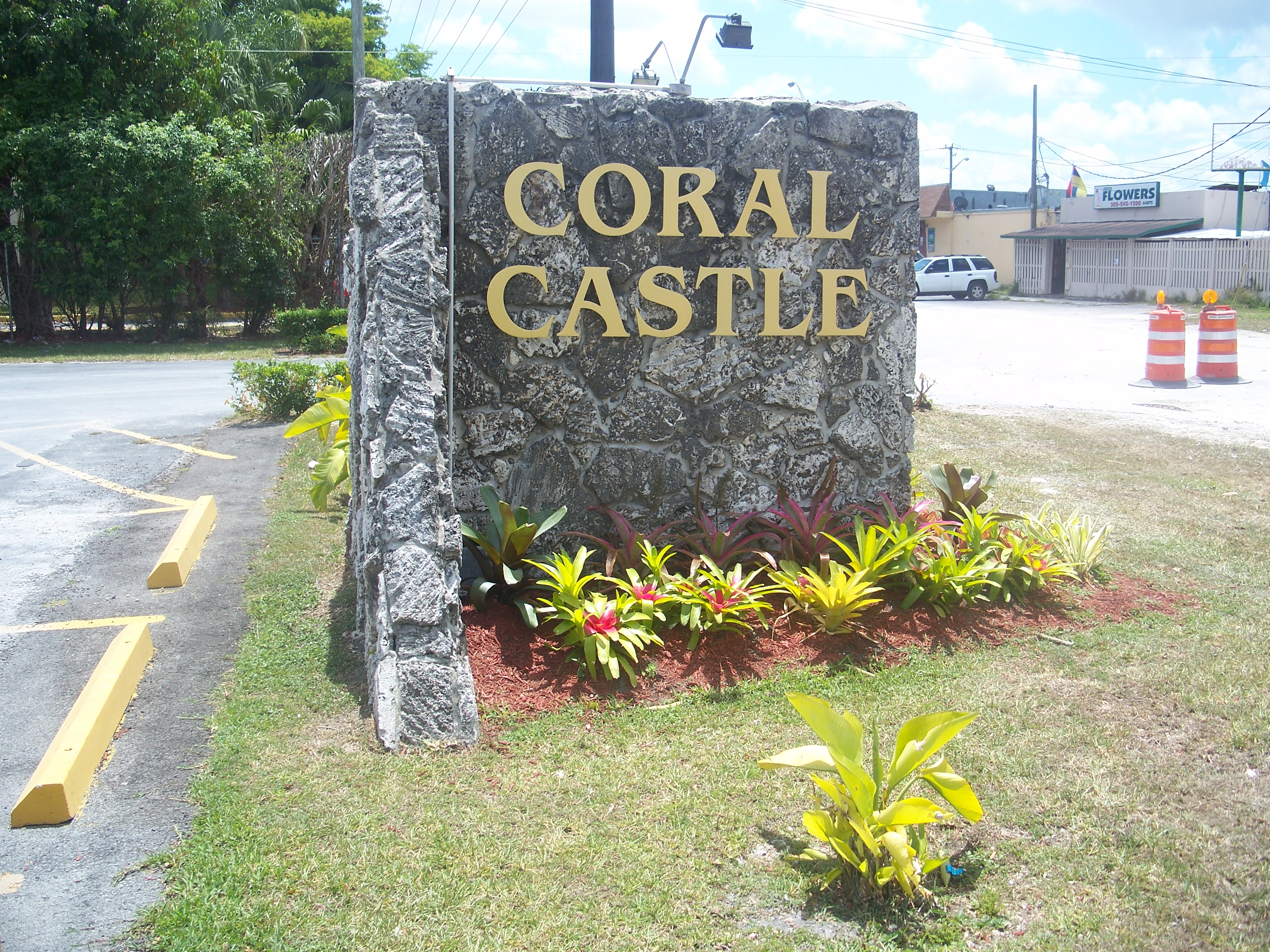
لوحة قلعة المرجان
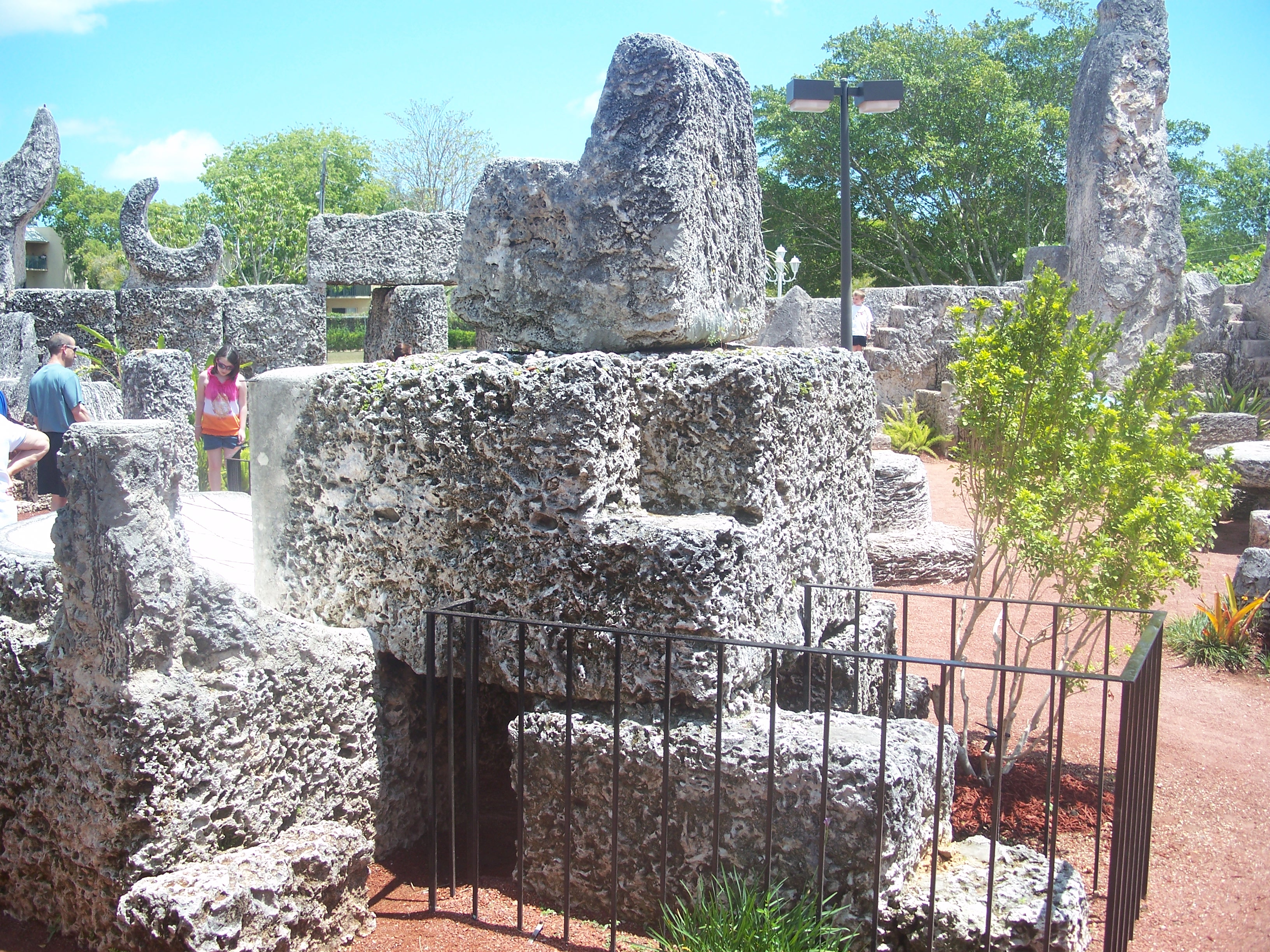
الكرسي الهزاز في قلعة المرجان
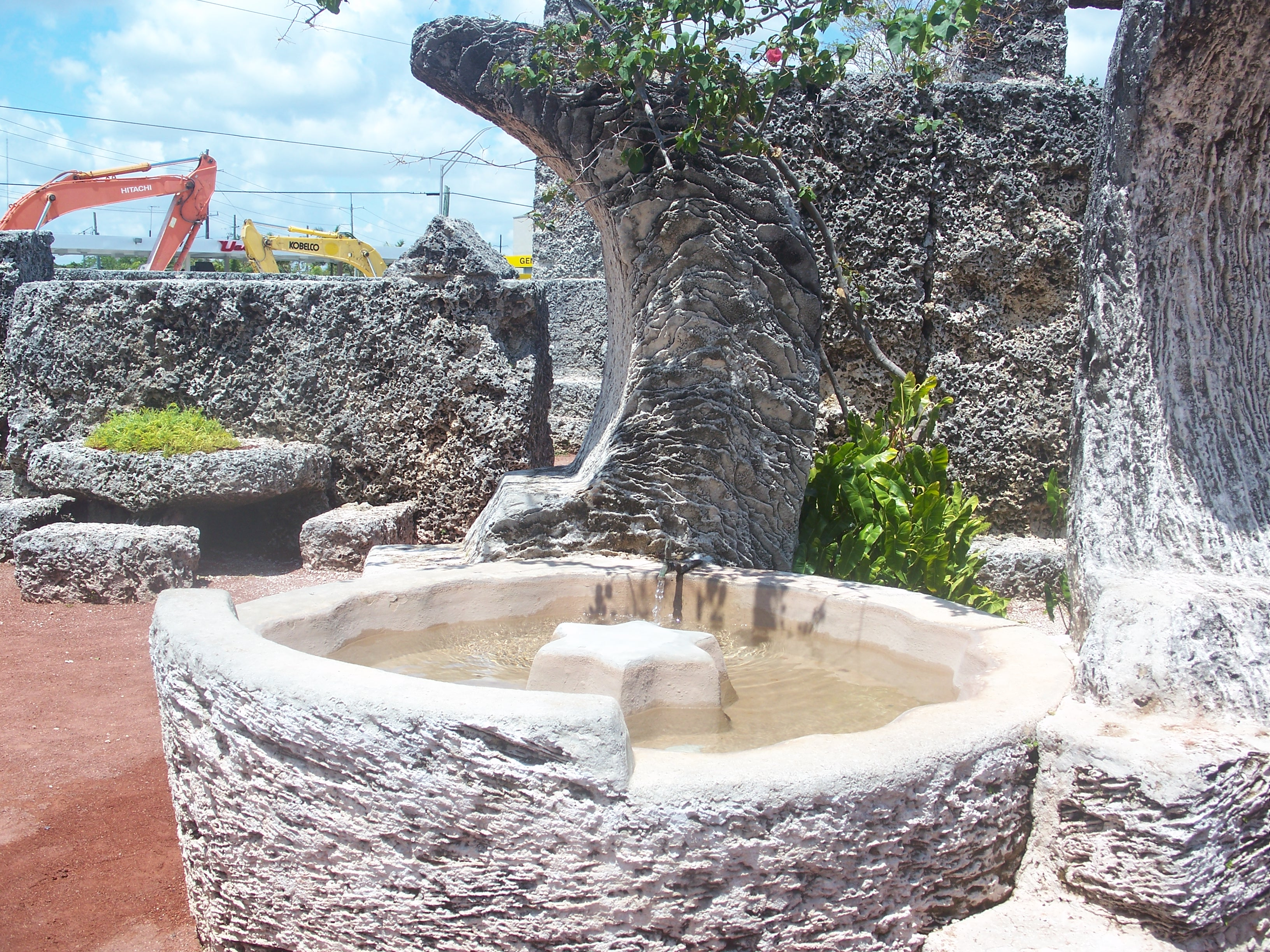
نافورة
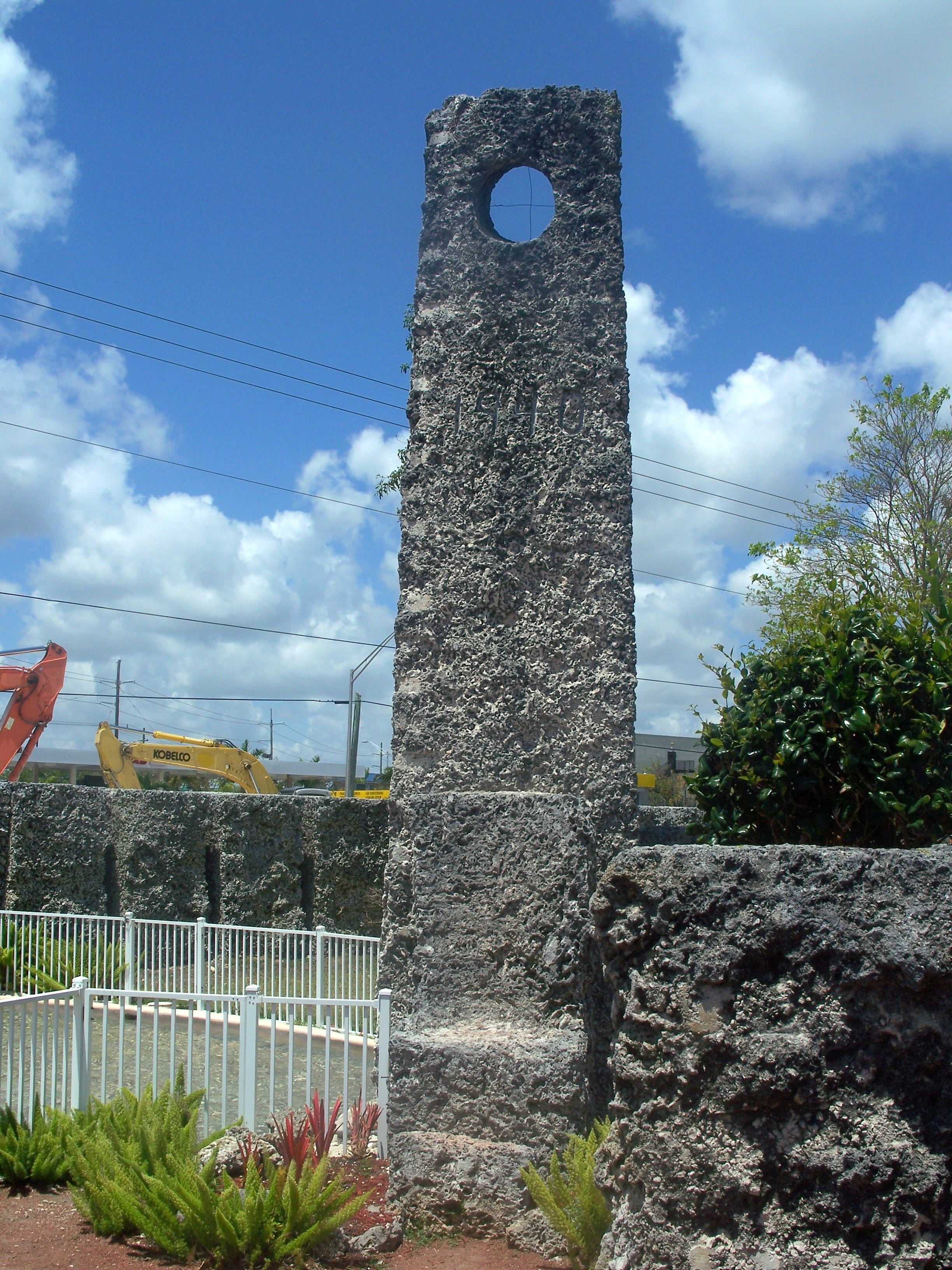
منظار النجم القطبي
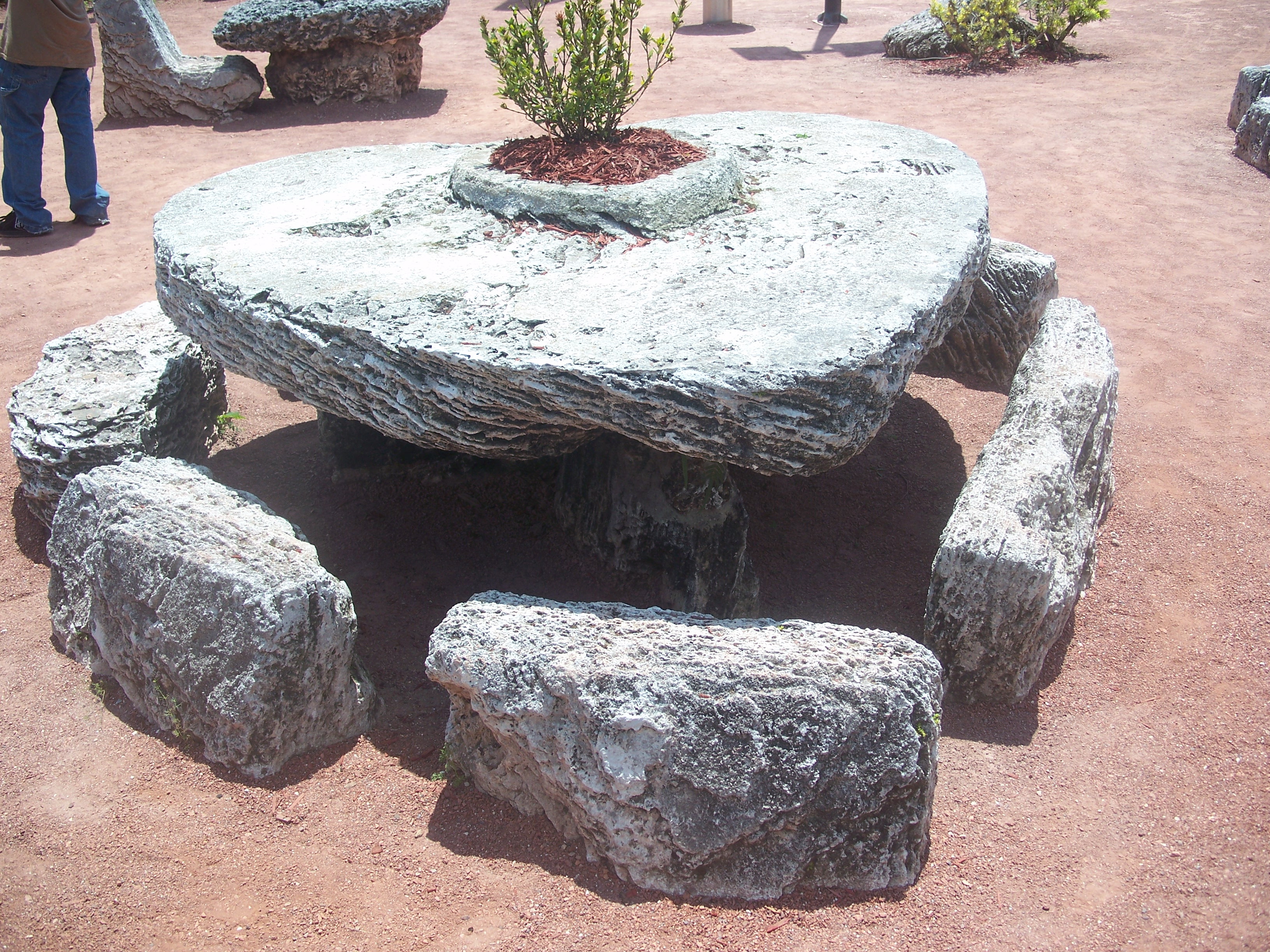
طاولة في ساحة القلعة
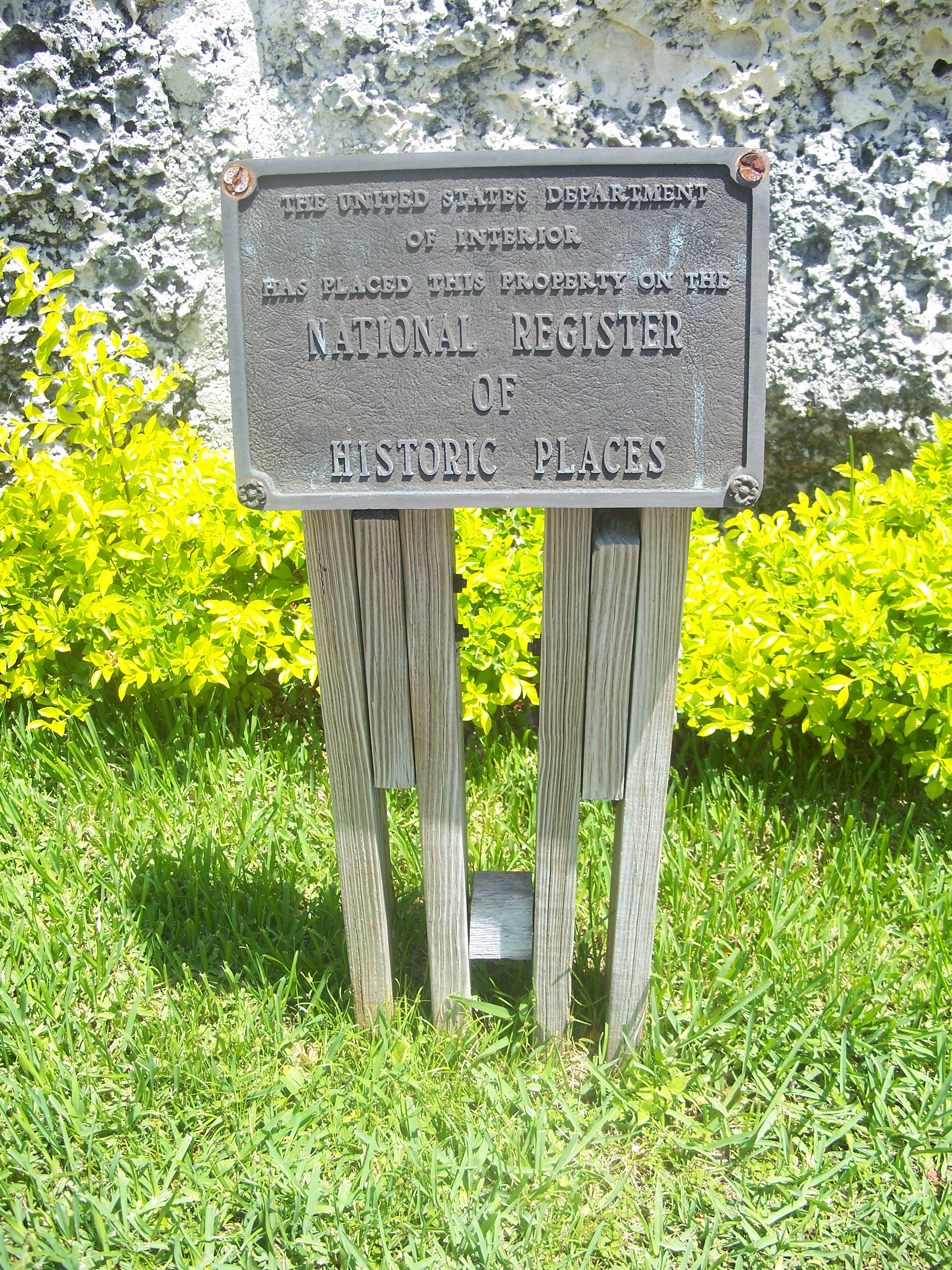
قلعة المرجان
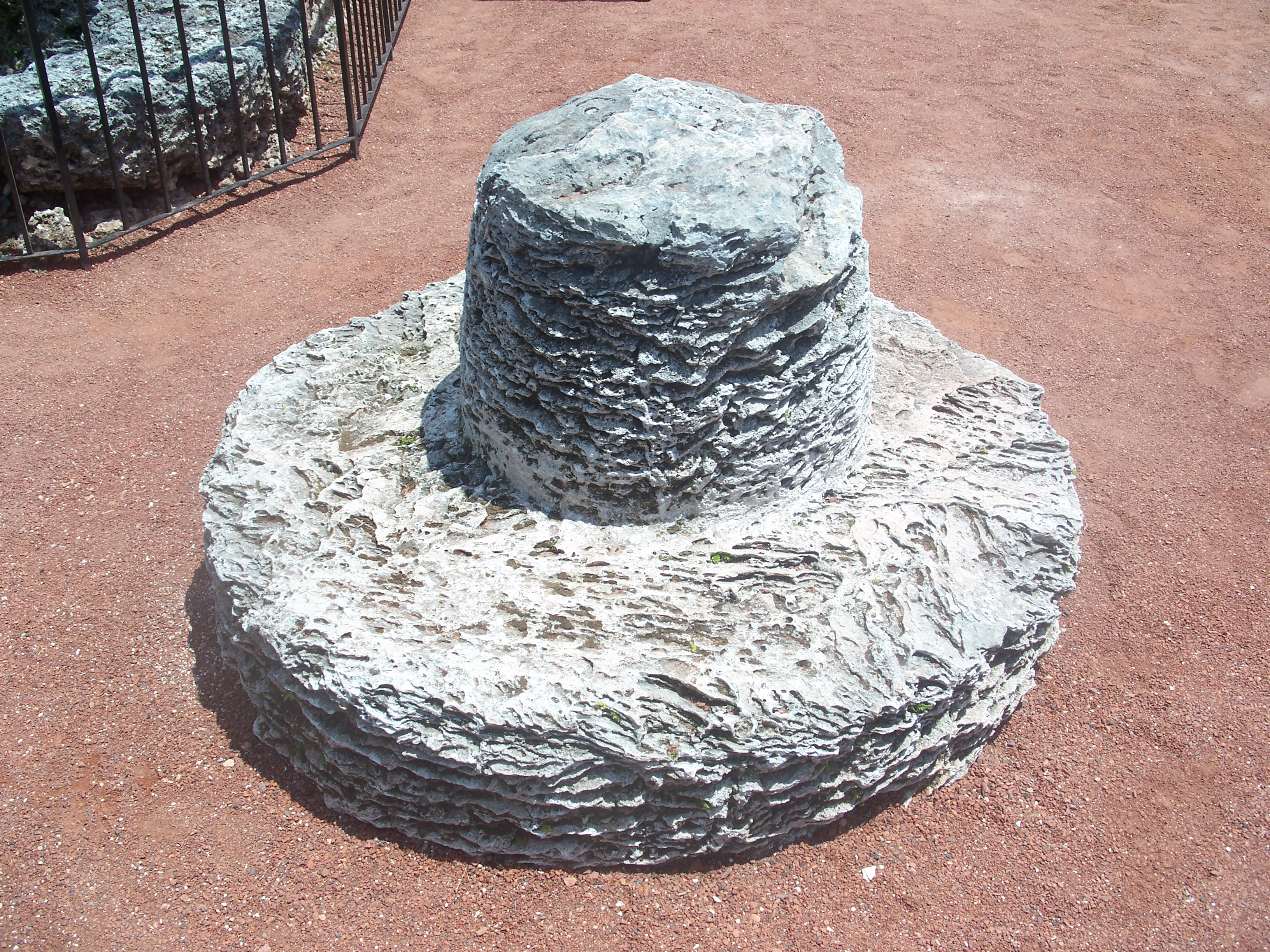
من منحونات القلعة في الساحة الخارجية
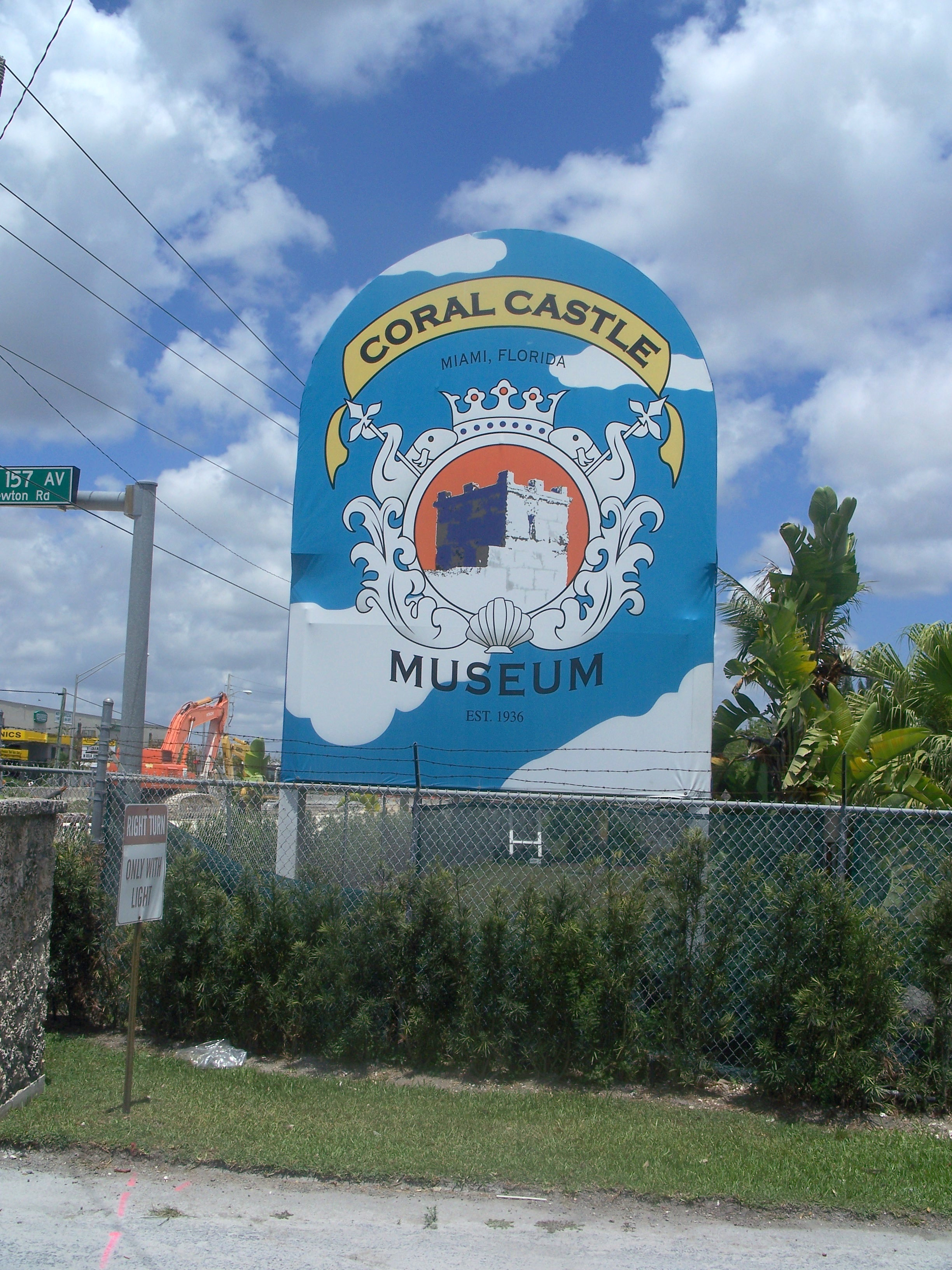
لوحة حديثة للقلعة
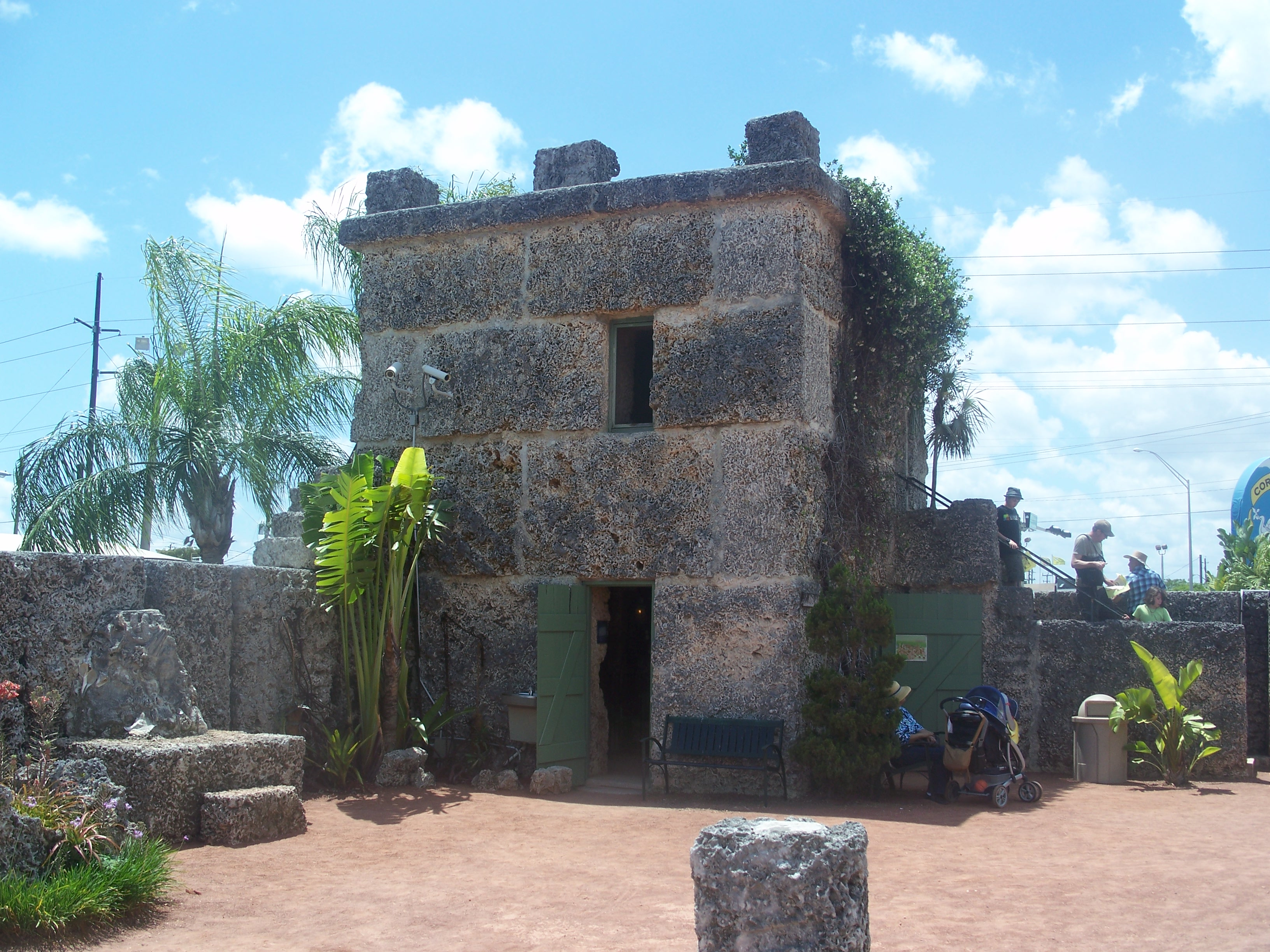
أحد ابراج القلعة
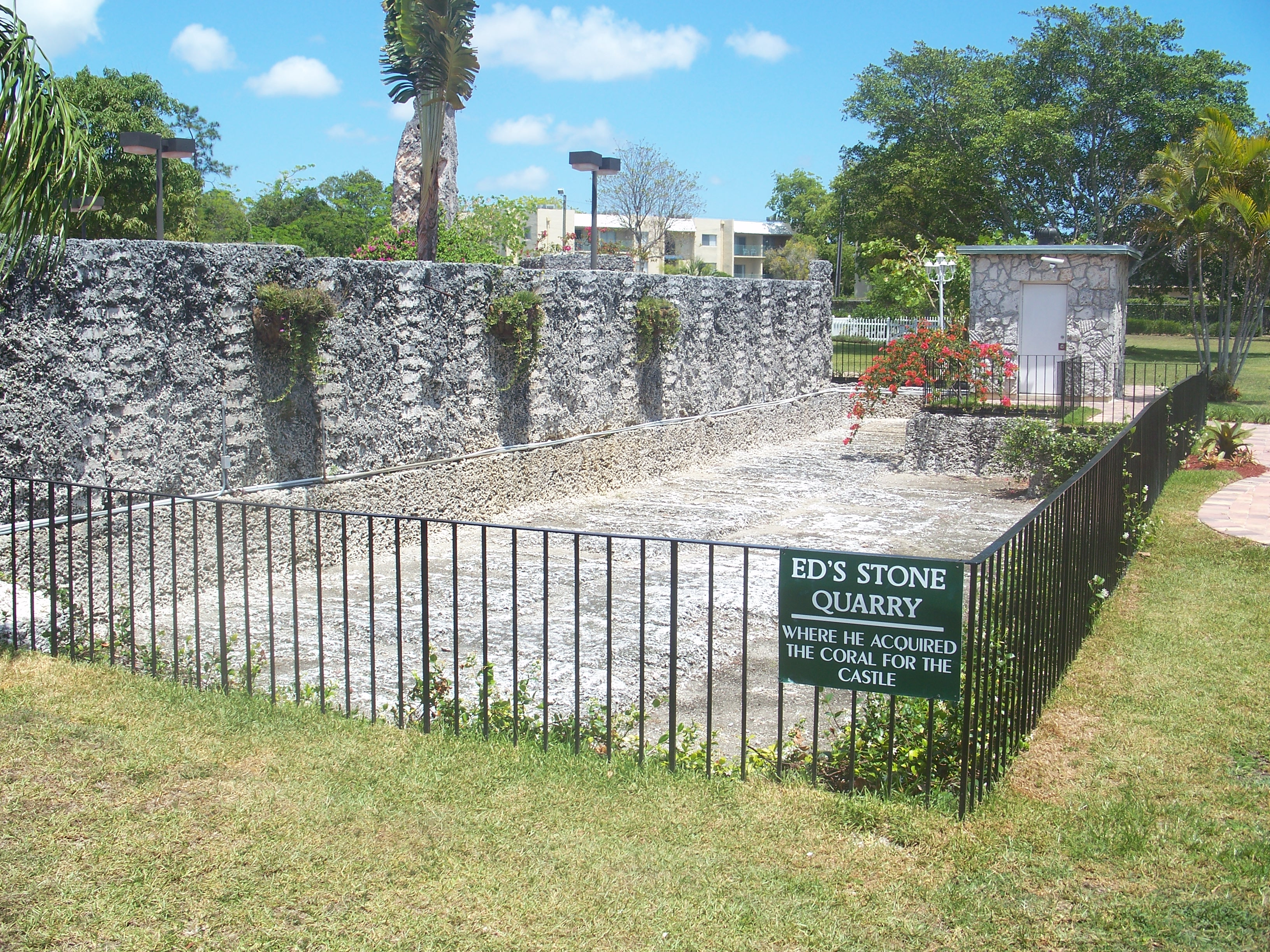
سور داخلي في القلعة
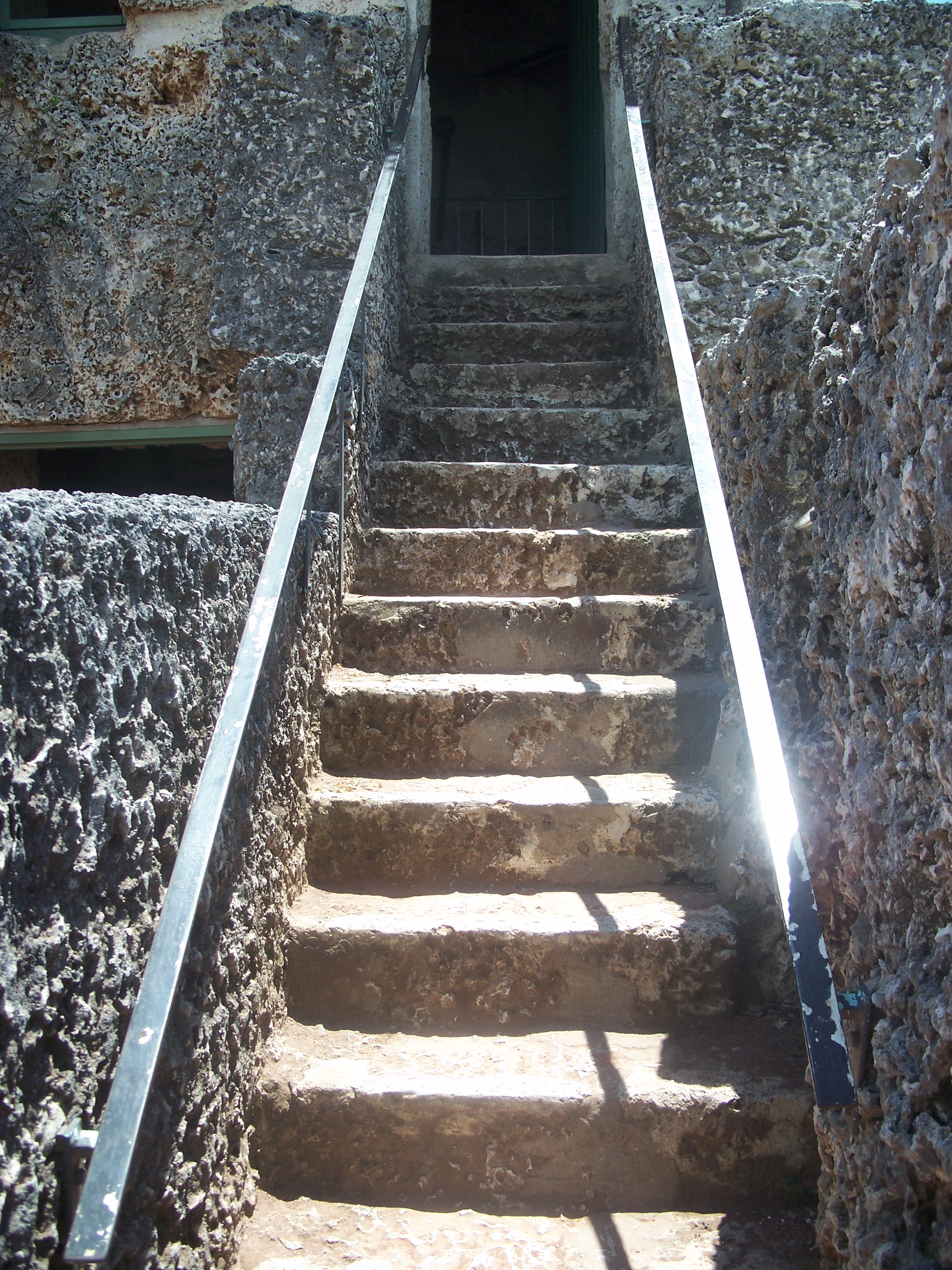
درج يؤدي إلى داخل أحد الأبراج في القلعة
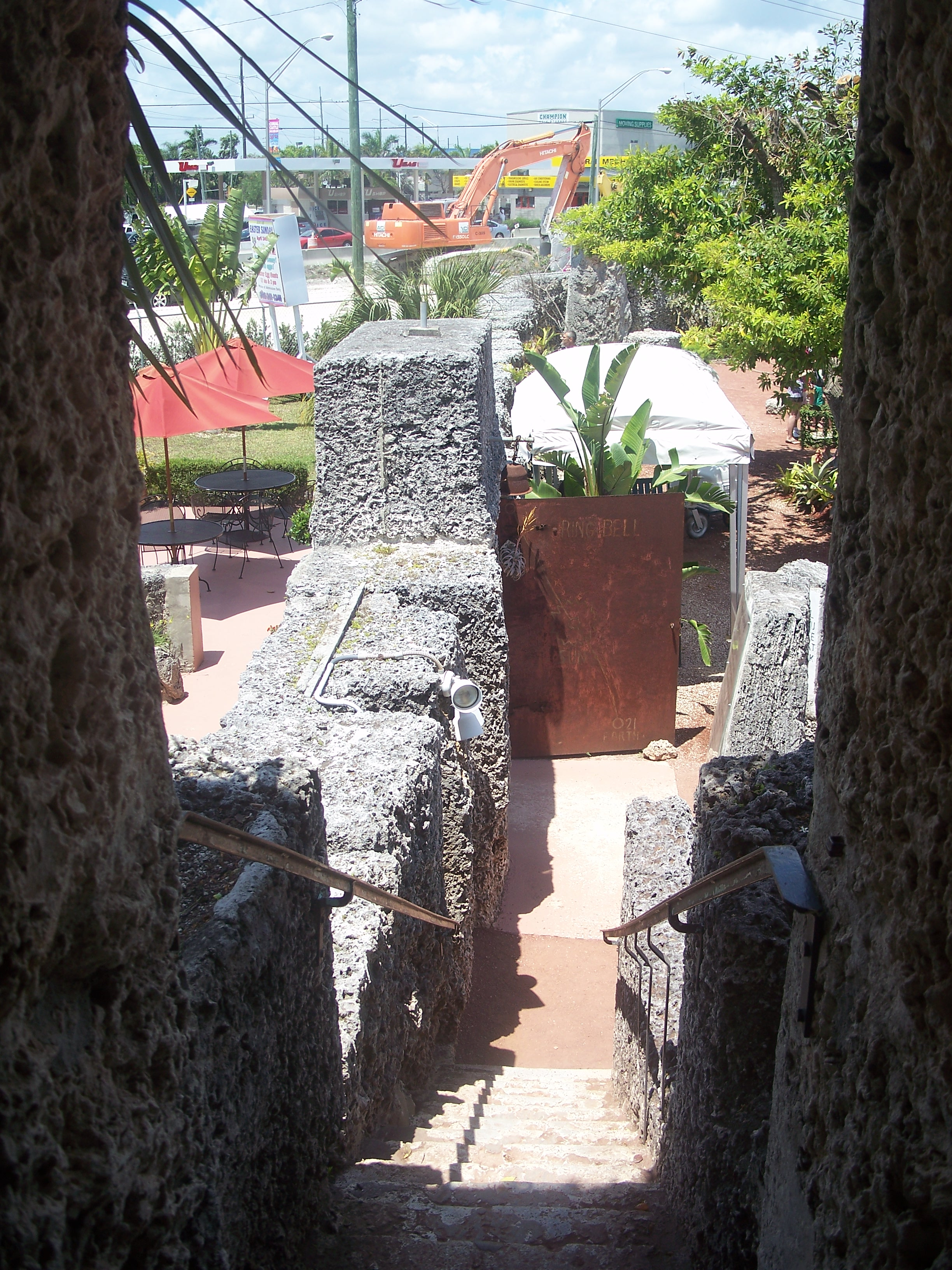
درج البرج
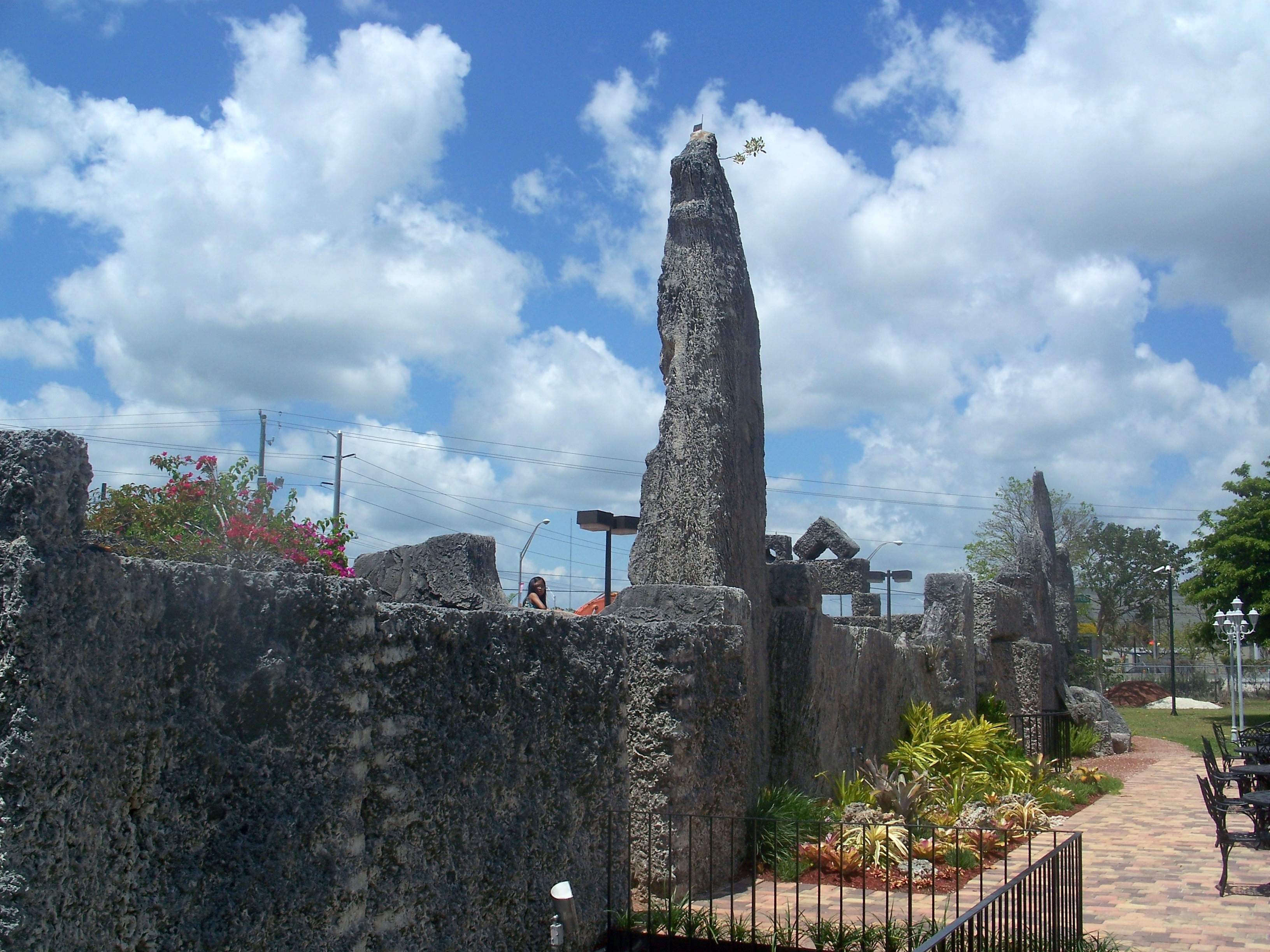
المسلة العظيمة
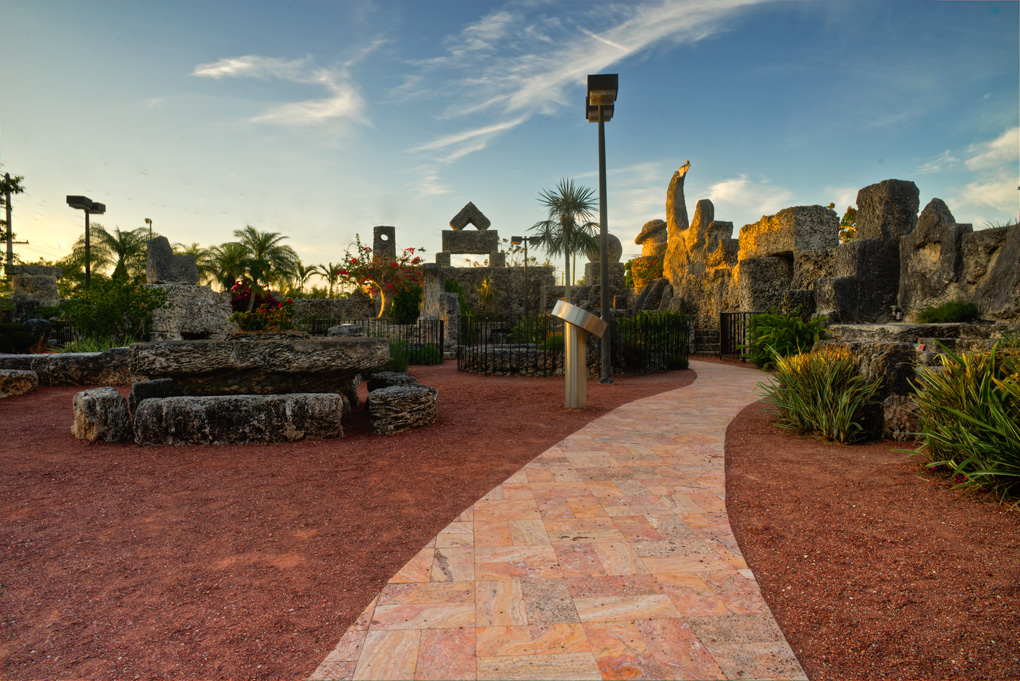
منظر ساحة قلعة المرجان
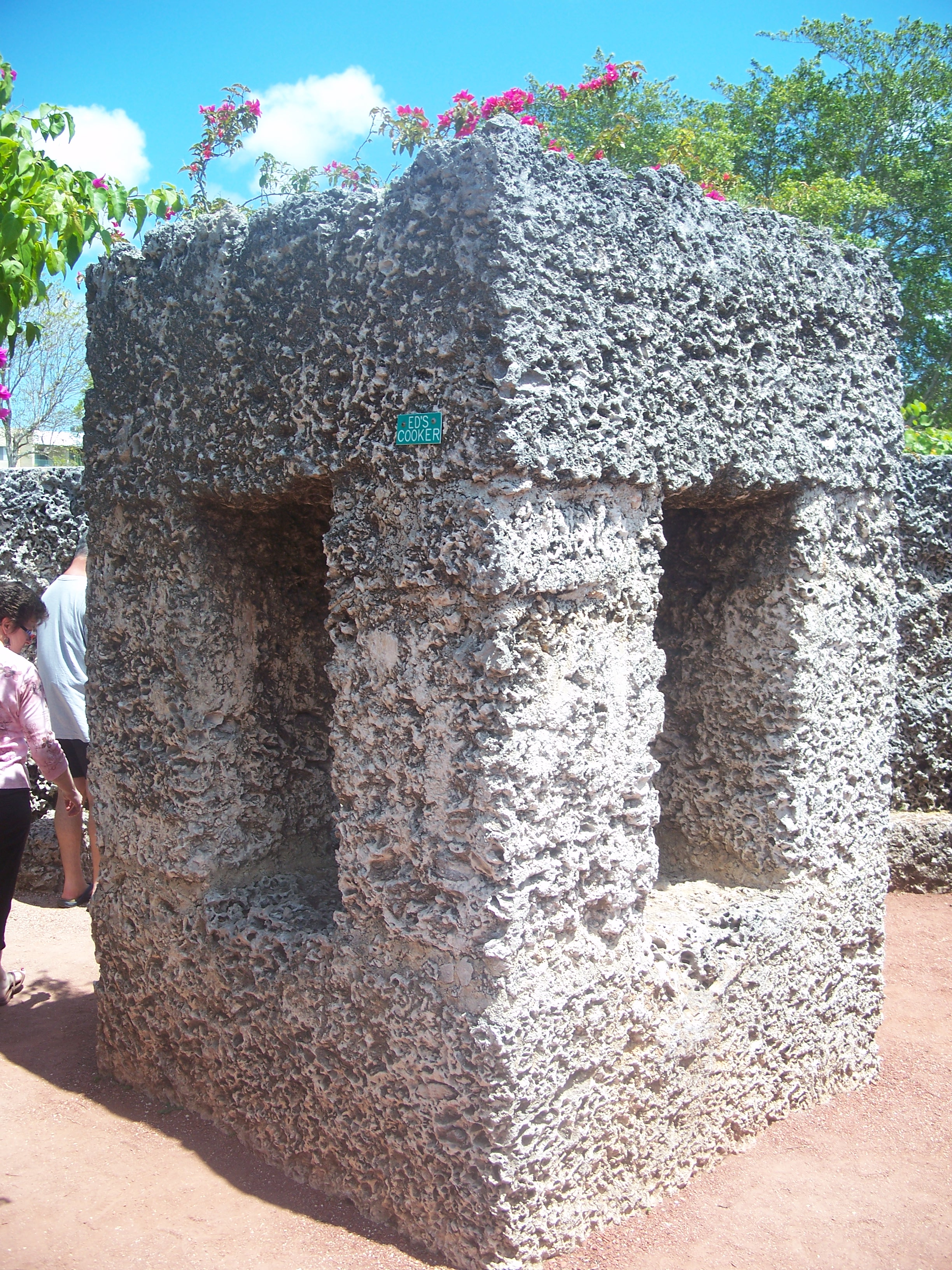
أحد القلاع في المرجان
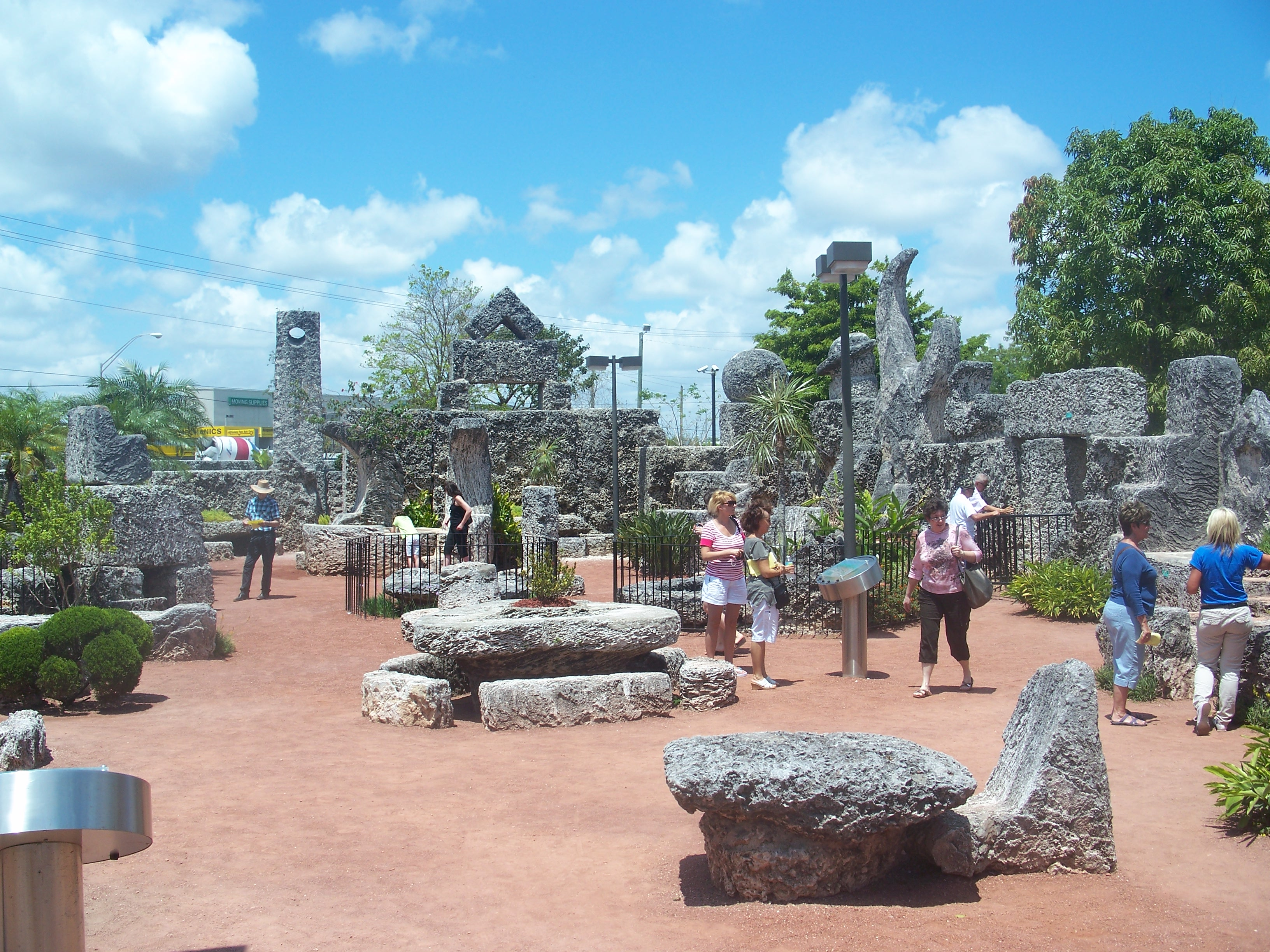
ساحة قلعة المرجان
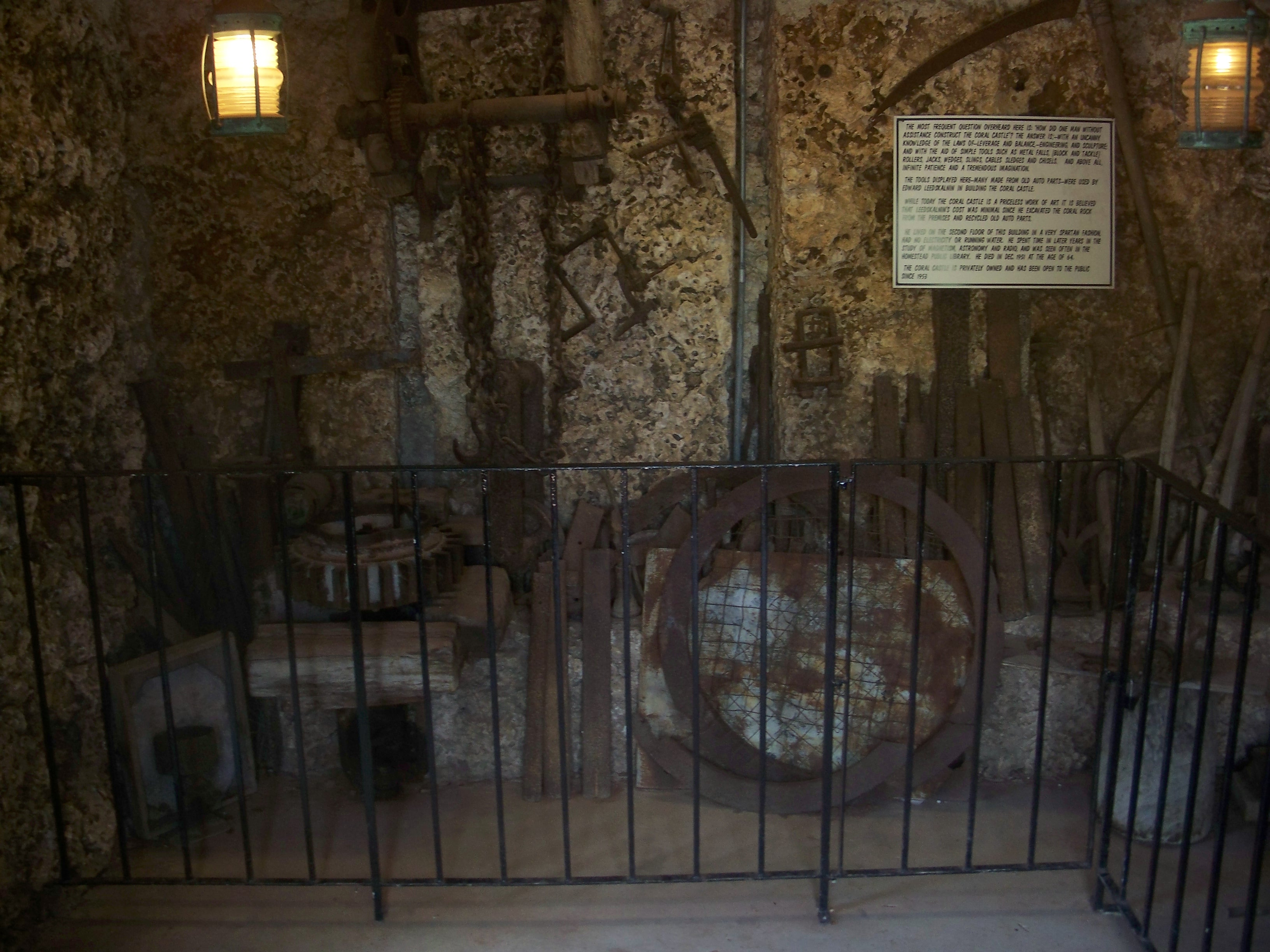
غرفة المعدات والأدوات التي استخدمت في البناء
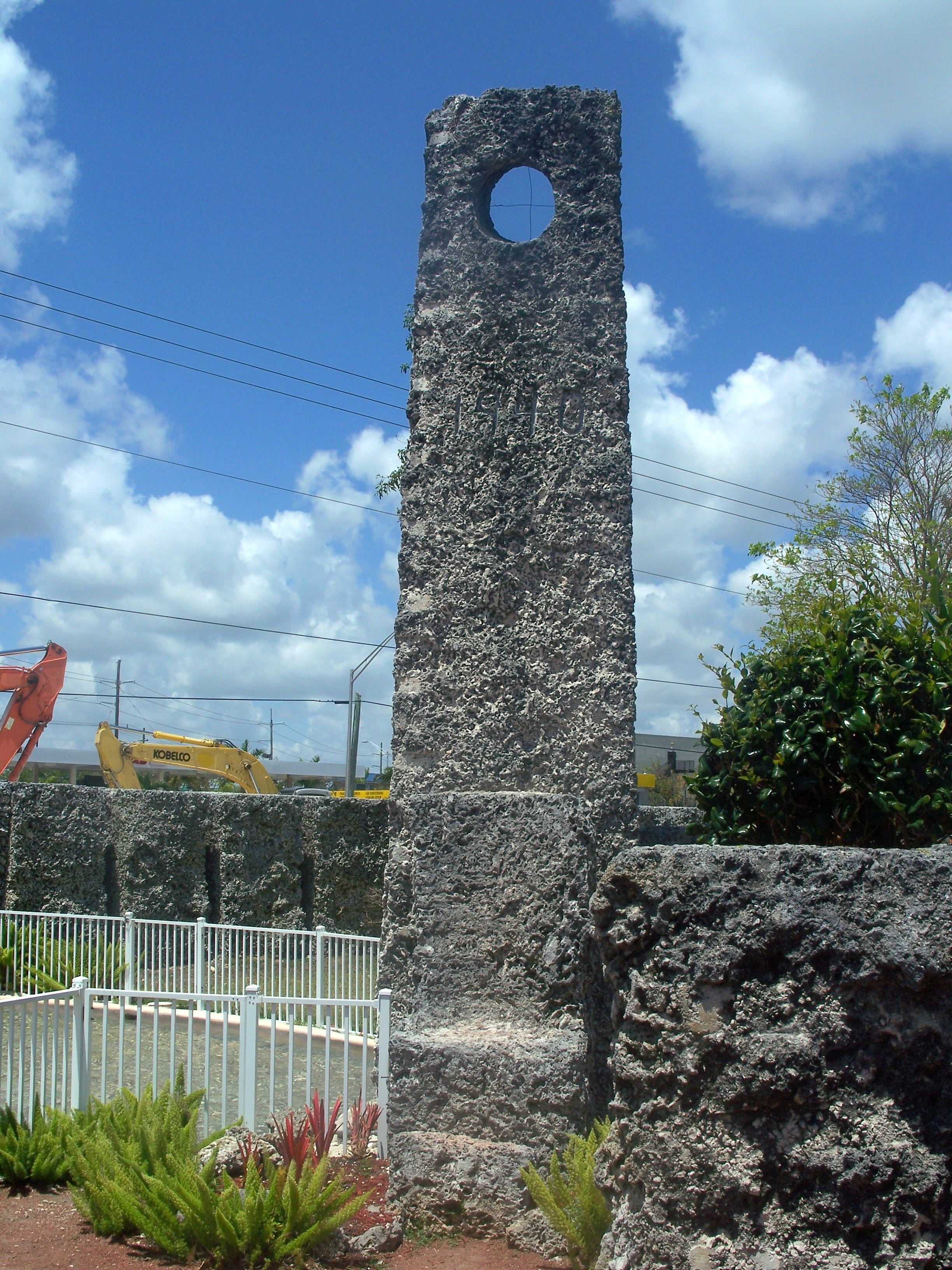
منظار النجم القطبي

## وصلات خارجية
- قلعة المرجان - الموقع الرسمي
- كتاب قلعة المرجان
- فيلم عن قلعة المرجان - YouTube
- «أسرار قلعة المرجان» - الجزء الأول (إنجليزي)
- «أسرار قلعة المرجان» - الجزء الثاني (إنجليزي)